# Araneae
Araignées, Aranéides
« Araignée » redirige ici. Pour les autres significations, voir Araignée (homonymie).
Ordre
Sous-ordres de rang inférieur
- Mesothelae
- Opisthothelae
  - Araneomorphae
  - Mygalomorphae

Les araignées ou Aranéides (ordre des Araneae de la classe des Arachnides, à laquelle il a donné son nom) sont des arthropodes prédateurs. Comme tous les chélicérés, leur corps est divisé en deux tagmes, le prosome ou céphalothorax (partie antérieure, dépourvue de mandibules et d'antennes, et dotée de huit pattes) et l’opisthosome ou abdomen qui porte à l'arrière des filières. Elles sécrètent par ces appendices de la soie qui sert à produire le fil qui leur permet de se déplacer, de tisser leur toile ou des cocons emprisonnant leurs proies ou protégeant leurs œufs ou petits, voire de faire une réserve provisoire de sperme ou un dôme leur permettant de stocker de l’air sous l’eau douce. Contrairement aux insectes, elles ne disposent ni d'ailes ni d'antennes ni de pièces masticatrices dans la bouche. Elles possèdent en général six à huit yeux qui peuvent être simples ou multiples.
Parmi les  50 000 espèces connues que compte cet ordre en 2021 selon le World Spider Catalog, une seule est majoritairement herbivore, Bagheera kiplingi, et une seule immergée, Argyroneta aquatica.
L'ordre des Araneae est très homogène aux points de vue morphologique et anatomique, mais de biologie extrêmement variée, tant par les divers usages de la soie que par les modalités du comportement lors de la prédation ou de la reproduction.
En tant que prédatrices, les araignées jouent un rôle majeur dans la régulation des populations d'insectes, et elles sont elles-mêmes régulées par des prédateurs souvent spécifiques (reptiles, oiseaux ou insectes de la famille des Pompilidae). Elles se sont adaptées à presque tous les milieux, de cavernicoles à montagneux, des milieux arctiques à équatoriaux. Seuls les eaux salées, les très hautes altitudes et les milieux très froids n’ont pas été colonisés par les Araneae.
La branche de l'arachnologie qui leur est consacrée est l'aranéologie. La peur des araignées ou arachnophobie est une des phobies les plus communes.
À l'exception de celles appartenant à deux familles (les Uloboridae et les Anapidae) et au groupe des Mesothelae (350 espèces en tout), les araignées peuvent inoculer un venin pour se protéger ou paralyser leurs proies en liquéfiant leurs organes internes au moyen d'enzymes.
Les morsures de grandes espèces sont souvent douloureuses mais ne laissent pas de séquelles. Seules 200 espèces connues infligent des morsures susceptibles d'affecter la santé de l'Homme.

## Anatomie
L’anatomie de l'araignée est celle des Arthropodes Chélicérates : corps divisé en deux tagmes, le prosome ou céphalothorax (partie antérieure dépourvue de mandibules et d'antennes, recouverte par une carapace en bouclier) et l’opisthosome dont les deux premiers métamères sont modifiés en organe génital. Le prosome a une première paire d’appendices transformée en chélicères et une deuxième paire d’appendices transformée en pédipalpes. Le prosome et l'opisthosome sont séparés par un pédicelle, appelé aussi le pédicule.

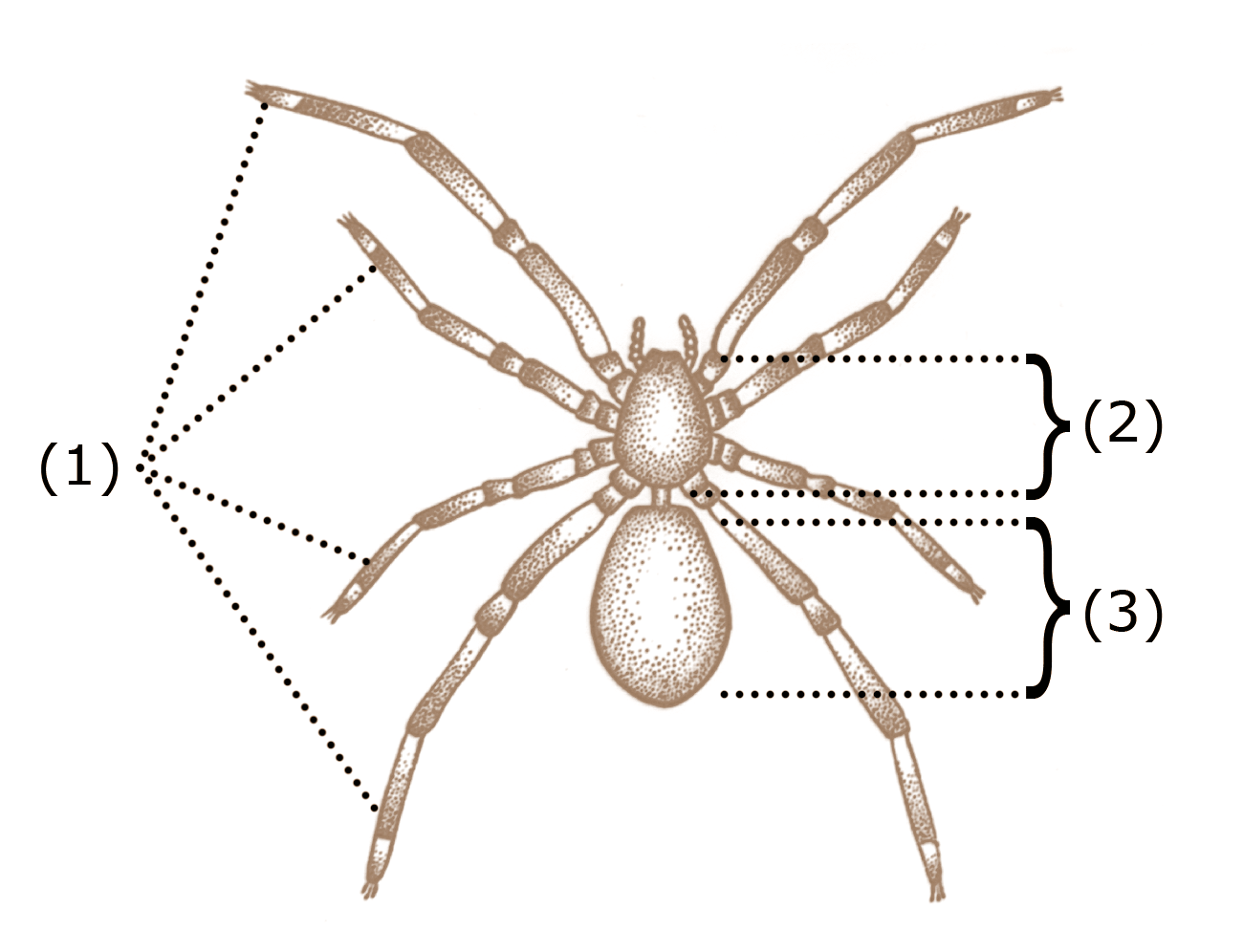
Anatomie de l'araignée :
(1) Quatre paires de pattes ambulatoires
(2) Céphalothorax
(3) Opisthosome

L’anatomie de l'araignée est également celle des Arachnides : prosoma équipé de paires d'yeux simples et de six paires d’appendices chez l’adulte (chélicères, pédipalpes et quatre paires de pattes ambulatoires) ; réduction voire perte des appendices de l’opisthosome ; développement d’un système respiratoire aérien qui peut avoir la forme d’un système trachéen ou d’un système pulmonaire.

Schéma anatomique d'une araignée femelle.

Mais les araignées ont des adaptations qui les distinguent des autres arachnides : le prosome et l’opisthosome sont articulés par le pédicule ; les sternites du prosome sont fusionnés au niveau ventral pour former un sternum ; la paire de chélicères biarticulés en crochets est parfois reliée à une glande à venin ; un bulbe copulateur est généralement présent sur le pédipalpe des mâles ; parmi les quatre paires de pattes locomotrices, les deux premières paires de pattes antérieures sont dites tractives et les deux paires postérieures sont dites pulsives ; l’opisthosome non segmenté est muni en position postérieure de glandes séricigènes qui produisent de la soie filée par une à six paires de filières, appendices spécialisés excréteurs. Il est également équipé d'un organe sexuel externe féminin spécialisé, l'épigyne (plaque chitineuse en position ventrale qui contient un crochet et un réceptacle séminal).
Le prosome assume au point de vue physiologique l'intégration neuro-sensorielle (vision généralement mauvaise, fonction tactile grâce à des mécanorécepteurs, odorat grâce aux chimiorécepteurs), la prise de nourriture, la locomotion grâce à quatre paires de pattes ambulatoires, une partie de l'activité sexuelle (pédipalpes, pièces buccales) et un rôle glandulaire phéromonal, surtout chez le mâle. L'opisthosome assume sur le plan physiologique des fonctions végétatives (digestion, circulation intérieure, respiration, excrétion, reproduction et fabrication de la soie).

## Étymologie
Le nom d'araignée vient du mythe d'Arachné (en grec ancien Ἀράχνη / Arákhnê), qui se vantait de tisser mieux qu'Athéna. C'était vrai, Athéna furieuse détruisit son travail. Humiliée, Arachné alla se pendre. La déesse, prise de remords, décida d'offrir une seconde vie à Arachné : elle la changea en araignée suspendue à son fil, la condamnant à tisser sa toile pour l'éternité.

## Écologie et comportement

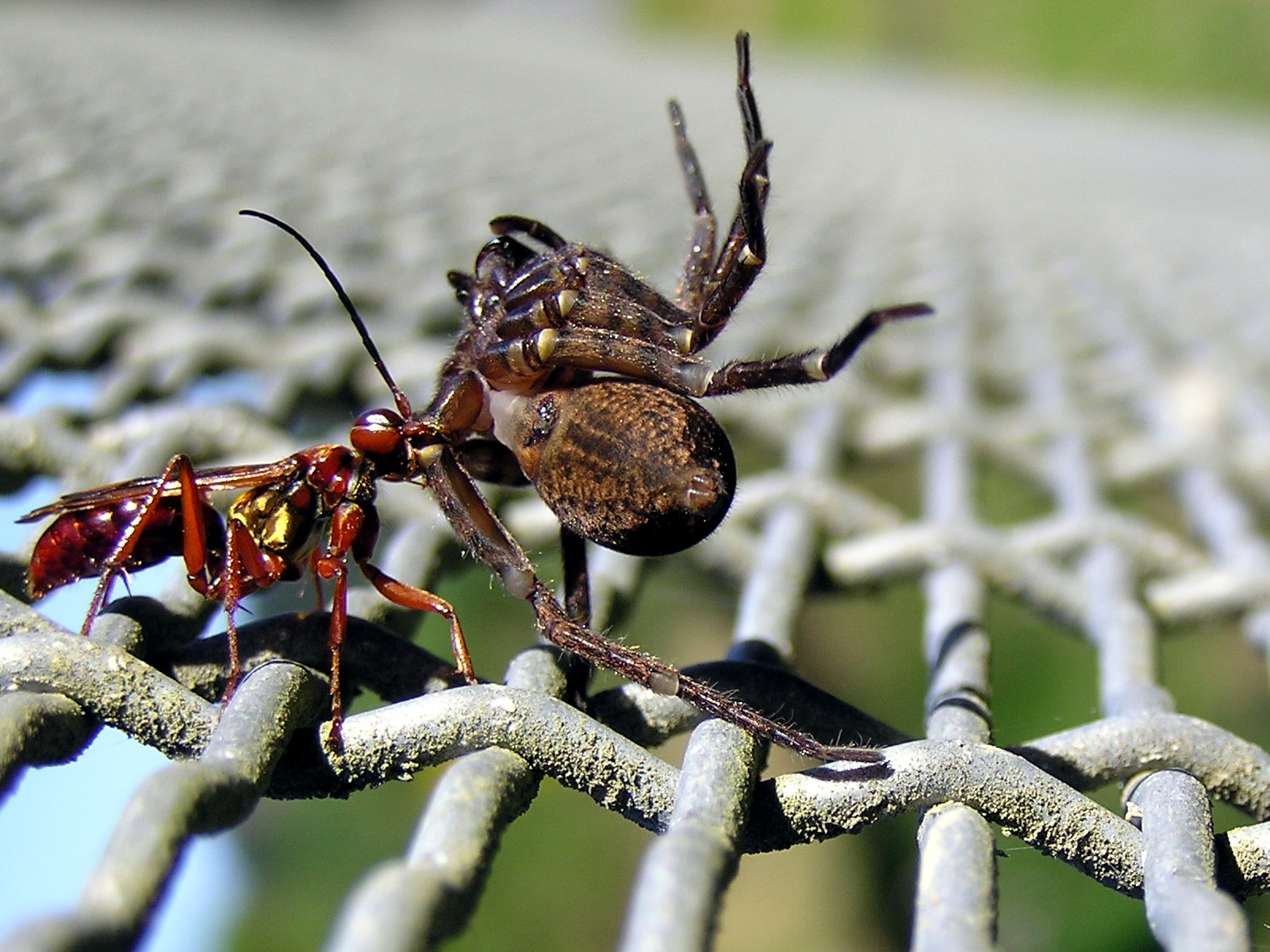
Les pompilidae (560 espèces rien qu'en France) sont des guêpes parasites qui nourrissent leurs larves exclusivement d'araignées paralysées par une piqûre dans les centres nerveux. L'araignée est ensuite emportée dans le terrier où la larve s'en nourrira.

Les araignées (50 000 espèces connues en 2022 selon le World Spider Catalog dont 7 000 recensées dans la région ouest-paléarctique — Europe et bassin méditerranéen et 1 700 dans une cinquantaine de familles en France) ont conquis presque tout le domaine terrestre émergé hors haute montagne et zones polaires, certaines étant même capables de vivre en grande partie dans des bulles qu'elles construisent sous l'eau (en eau douce exclusivement). Elles sont donc ubiquistes. Beaucoup ont développé un mimétisme les rendant discrètes voire presque indétectables dans leur habitat. D'autres ont des comportements sociaux très développés.
Elles sont plutôt a priori généralistes en termes de proies, mais spécialisées en termes d'habitat. Pour la plupart des araignées, les proies sont cependant exclusivement des insectes ou leurs larves et parfois d'autres arachnides ou de petits crustacés terrestres (ex : cloportes..). Les araignées sont cannibales et n'hésitent pas à se nourrir d'autres araignées, qu'elles soient d'espèce différente ou même de leur propre espèce ou de leur propre fratrie.
Les araignées interagissent avec leur environnement et entre elles en adaptant, pour certaines espèces au moins, leurs stratégies de chasse ; par exemple, deux araignées sympatriques (occupant le même habitat forestier en Europe), Frontinellina frutetorum (CL Koch) et Neriene radiata (Walckenaer) (Araneae : Linyphiidae) vivent normalement à la même hauteur dans les arbres forestiers. Quand elles coexistent, ces deux espèces se montrent capables d'utiliser des hauteurs sensiblement différentes sur les arbres pour tisser leur toile. F. frutetorum sélectionne plutôt la strate plus élevée, alors que N. radiata tissera ses toiles, plus près du sol, ce qui permet aux deux espèces de limiter leur concurrence dans la même niche écologique. Cela laisse penser qu'une plus grande diversité d'espèces invite les araignées à exploiter une plus large partie de leur environnement.
Les populations d'araignées sont dans la nature contrôlées par divers prédateurs, dont :
- des insectes, avec en particulier les guêpes, dont toutes les guêpes pompiles (Pompilidae), exclusivement prédatrices d'araignées, qu'elles piquent précisément au niveau des centres nerveux en les paralysant avant de les emporter dans le gîte d'élevage des larves, ainsi que les guêpes maçonnes (Sceliphron), qui construisent des urnes de terre qu'elles remplissent de petites araignées paralysées (qui serviront à alimenter leurs larves) ;
- de nombreux reptiles ;
- certains amphibiens ;
- de nombreux oiseaux dits insectivores ou plus généralistes dont presque tous les oiseaux mangeant près du sol ou sur le sol (grive, bergeronnettes, rouge-gorge, roitelet, etc. jusqu'au héron, en passant par les faisans, les poules, pintades, perdrix…) ;
- certains mammifères, dont chauves-souris, hérissons, renards ou mustélidés (dont belettes, fouines…).

Les araignées sont aussi victimes de maladies dues à des bactéries, virus, parasites (dont certains champignons parasites par exemple les Cordyceps, ou champignons du genre Gibellula,) qui peuvent les tuer comme cela existe assez fréquemment aussi chez d'autres arthropodes, dont on découvre encore de nouvelles espèces.

### Alimentation

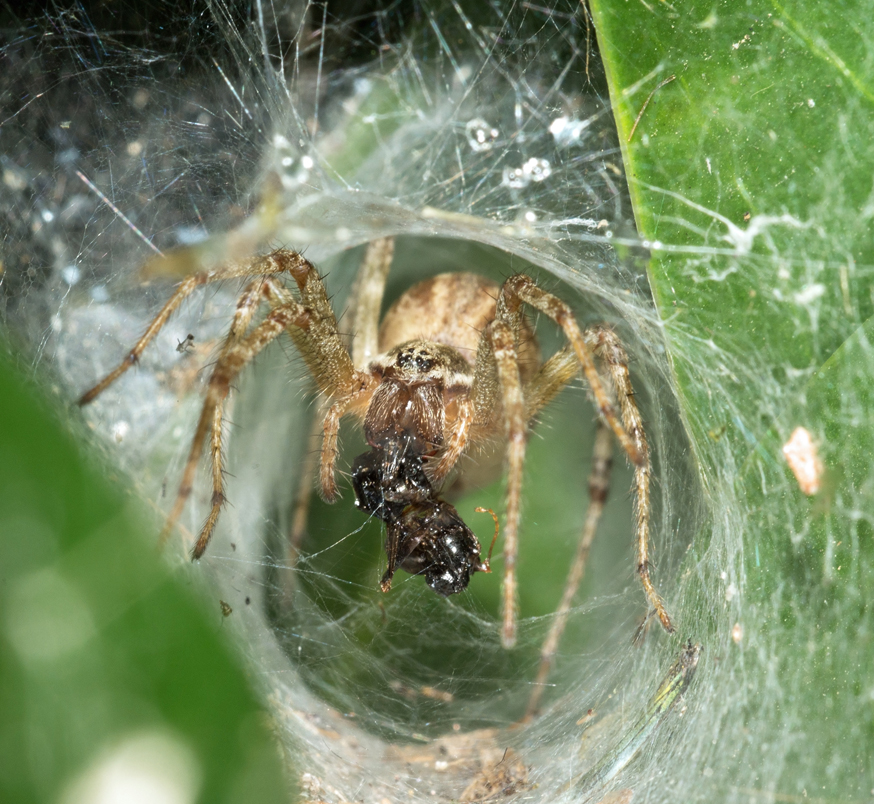
La très commune agélène à labyrinthe qui colonise des milieux très variés de végétation dense et basse, tisse une toile en nappe reliée à un entonnoir, sorte de retraite tubulaire dans laquelle elle se retire pour manger sa proie.

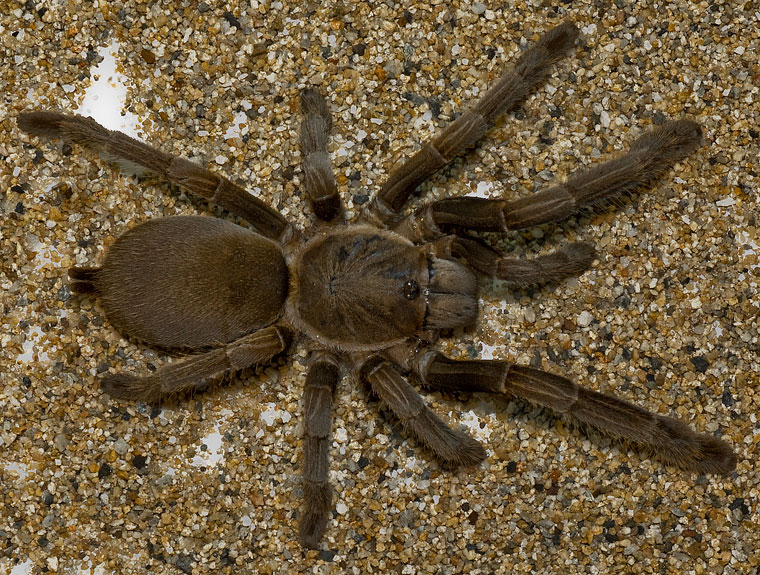
Selenocosmia crassipes est une grande araignée australienne accusée à tort de manger de petits oiseaux. Ses proies consistent généralement en de gros insectes, de petits mammifères et amphibiens, comme les grenouilles et des crapauds-buffles.

Les espèces connues d'araignées sont prédatrices, à l'exception très marginale de quelques espèces très dérivées comme Bagheera kiplingi, araignée sud-américaine, qui se nourrit principalement de pousses d'acacia.
Carnassières, elles se nourrissent exclusivement de proies vivantes qu'elles chassent à l'aide de pièges (toile d'araignée, araignée gladiateur, araignées-lasso ou araignées Bolas (en)), à courre ou à l'affût. Pour ne pas perdre leur proie, la plupart des espèces l'enroulent de soie. Nombre d'espèces sont nocturnes ou plus actives la nuit. Elles se nourrissent principalement d'arthropodes, mais certaines grandes araignées chassent des vertébrés (les veuves noires, par exemple, peuvent piéger des petits lézards). Sur tous les continents sauf l'Antarctique, des espèces se nourrissent parfois de poissons. La majorité des espèces sont des prédateurs généralistes et opportunistes. Quelques rares espèces ont une spécialisation alimentaire stricte : le genre Zodarion se nourrit exclusivement de fourmis ; les genres Zora, Ero et Mimetus sont cannibales.
Comme tous les arachnides, l'araignée n'absorbe que des liquides : elle doit donc lyser ses proies par digestion extra-orale ou exodigestion — c'est-à-dire les liquéfier au moyen d'enzymes digestives injectées par les chélicères — avant de pouvoir s'en nourrir.
Les araignées ont un rôle écologique capital en capturant chaque année 400 millions d'insectes par hectare (loin devant les oiseaux) : cette estimation est basée sur les données relatives au spectre des proies de l'Argiope frelon qui peut capturer, durant toute sa vie (d'avril à novembre) jusqu'à 900 proies, principalement des pucerons ailés (30 %), des Diptères (26,8 %), des Sauterelles (17,9 %) et des Hyménoptères (12,6 %). Elles sont capables de consommer quotidiennement 10 à 20 % de leur poids. En tout, les araignées consommeraient ainsi entre 400 et 800 millions de tonnes d'insectes par an, ce qui en fait très probablement le premier groupe de prédateurs au monde (70 millions de tonnes pour les oiseaux marins, entre 280 et 500 millions de tonnes pour les baleines, et 400 millions de tonnes pour l'humanité). Elles constituent donc le principal levier de contrôle des populations d'insectes, et jouent à ce titre un rôle stratégique pour l'agriculture et l'équilibre des écosystèmes.
Selon une étude en mars 2017, chaque année l'ensemble des araignées de la planète (qui rassemblées pèseraient le poids de 478 Titanics) capturent et mangent environ 400 à 800 millions de tonnes de proies ; c'est autant de « viande » que ce que mangent les humains voire deux fois plus dans l'estimation haute (les humains consomment environ 400 millions de t/an de viande et de poisson). Pour donner une autre référence : c'est aussi une à deux fois la biomasse totale de tous les humains peuplant la planète.
Si les araignées sont traditionnellement considérées comme des prédateurs à l’alimentation exclusivement carnivore, des études plus fines montrent que les ressources alimentaires d’origine végétale peuvent représenter un complément important (jusqu'à 25 % de leur régime alimentaire). Les araignées peuvent en effet absorber les particules d'aéroplancton (spores de champignons, grains de pollen) piégés par les toiles et qui sont ingérés au moment où elles récupèrent la soie des fils, pendant le recyclage normal de la toile ou lors de sa réparation. De nombreuses familles d'araignées complémentent également leur alimentation par du nectar.
En conditions défavorables, elles sont capables de jeûner pendant des mois, voire près d'une année.

### Soins parentaux
Les soins parentaux sont assurés par les femelles, parfois par les deux parents ou par les mâles : transport des œufs, protection de la progéniture, alimentation (régurgitation, ponte d'œufs stériles, sorte d'« allaitement » chez Toxeus magnus).

### Les différents types de toiles et de soie
Les glandes séricigènes produisent de la soie filée par de petites protubérances articulées (les filières), le plus souvent au nombre de 6, situées sur la face ventrale plus ou moins à l'extrémité de l'abdomen. La soie est liquide dans les glandes, mais se solidifie en fibrilles une fois sortie par les fusules, sous l'effet de la traction exercée par les pattes de l'animal et au contact de l'air. Le fil de soie est en fait constitué par un entrelacement d'un nombre élevé de fibrilles élémentaires, de 0,05 µm de diamètre chacun. Le diamètre du fil de soie varie entre 25 et 70 µm (à diamètre équivalent, ces fils sont réputés plus résistants que l'acier et possèdent une mémoire de forme 5 à 12 fois plus grande que le latex).
Les araignées produisent plusieurs types de soies en fonction de l'usage qu'elles vont en faire. La soie collante n'est qu'un des types existants.
Principaux usages de la soie :

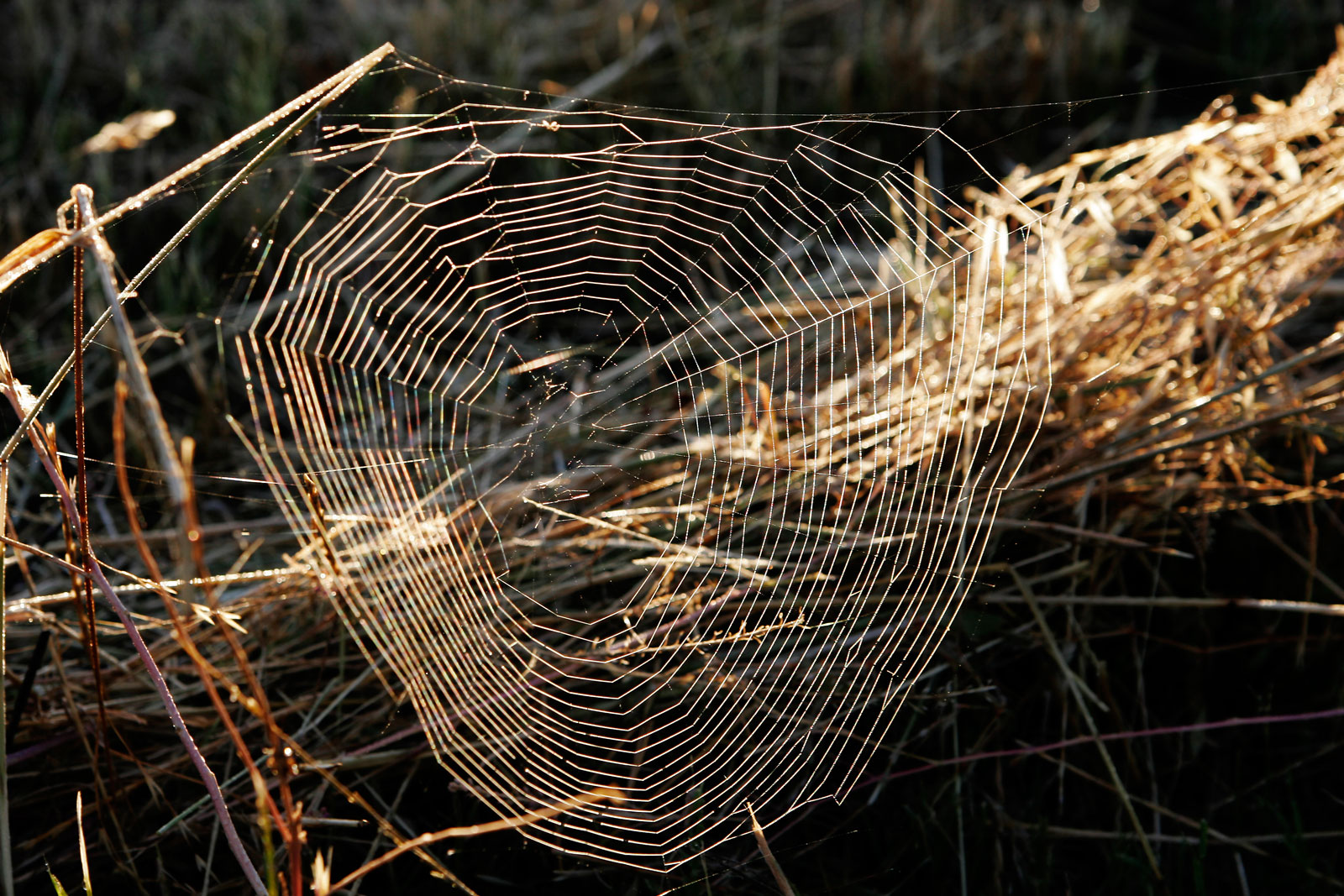
Une toile d'araignée.

- fil de déplacement (appelé aussi fil de traîne, fil de survie ou fil de rappel) que l'araignée fixe sur son support, de place en place, au niveau de points d'accroche (repérage de l'espace) et qui devient un fil de sécurité lui servant à contrôler une descente rapide pour se rendre d'un point élevé à un autre (sans avoir à gagner le sol, par exemple lors du franchissement de cours d'eau), pour un saut, une chute volontaire (fuite) ou involontaire[29] ;
- moyen de dispersion aérien des jeunes et d'espèces adultes dites araignées-montgolfières : technique du ballooning avec des fil de la Vierge (fils de sécurité entraîné par les courants ascensionnels d'air chaud) auxquels elles sont suspendues, à l'origine des pluies d'araignées (sur un mât d'oiseau, sur un champ à la rosée du matin)[29] ;
- emballage des œufs (cocon) ;
- tapissage du terrier des espèces qui vivent sous terre ;
- confection d'armes de chasse (bolas des Mastophora, filets des Dinopis) ;
- fabrication d'abri subaquatique (cloche à plongeur des argyronètes) ;
- emmaillotage des proies capturées ;
- tissage des toiles de mue (matelas) ;
- tissage des toiles spermatiques sur lesquelles l'araignée mâle dépose son sperme, qu'elle aspire ensuite dans ses bulbes copulateurs[30] ;
- tissage des toiles de piégeage des proies.

On considère que l'usage initial de la soie était la fabrication du cocon pour protéger les œufs, car les araignées considérées comme « primitives » ne tissent pas de toile.
Plus de la moitié des espèces ne construisent pas de toile. D'ailleurs, la tendance évolutive de la stratégie de chasse chez les araignées est d'abandonner la chasse à l'aide de ce piège au profit de la chasse à courre ou à l'affût. Plusieurs raisons peuvent expliquer cet abandon : la prédation par les toiles exerce de fortes pressions sélectives sur les populations de proies qui développent une « course aux armes » (écailles des lépidoptères qui restent collées à la toile alors que les papillons peuvent se dégager) ; les araignées tisseuses de toiles sont elles-mêmes plus vulnérables aux prédateurs spécialisés (guêpes arachnophages du genre Sceliphron, araignées cannibales de la famille des Mimetidae, oiseaux, lézards ou petits mammifères).

### Le venin
La plupart des espèces d'araignées possèdent des glandes à venin. Les araignées possèdent deux chélicères à l'avant du corps, qui encadrent la bouche. Ce sont ces appendices qui injectent le venin. Elles sont constituées d'un gros stipe et d'un crochet mobile au bout duquel débouche le canal à venin. Les chélicères peuvent aussi servir à transporter des proies, à les dilacérer, à transporter le cocon ovigère, etc. Le venin peut être composé de nombreuses toxines nécrotiques (genre Loxosceles) ou neurotoxines. Parmi ces dernières, signalons celles de type polyamine agissant sur le système nerveux central, en particulier en inhibant la fonction des canaux NMDA. Il existe beaucoup de molécules décrites provenant de venin d'araignée. Leur étude a permis le développement de plusieurs molécules d'intérêt clinique. Elles donnent aussi quelques outils de choix dans des recherches plus fondamentales. Des centaines, voire des milliers de publications scientifiques traitent des nombreuses toxines isolées du venin des araignées et l'énoncé des propriétés spécifiques à chacune dépasse largement le cadre d'une encyclopédie.
L'envenimation humaine après une morsure d'araignée, appelée aranéisme, peut causer des troubles provoqués par des arachnotoxines. Des quelque 42 000 espèces décrites, seules 200 espèces de 20 genres différents peuvent provoquer une réaction épidermique chez l'humain (depuis de simples boutons jusqu'aux dermonécroses) et une vingtaine présentent un danger. Les morsures d'araignées sont rares chez l'humain, soit parce que les araignées sont trop petites pour pouvoir percer la peau humaine, soit parce qu'elles n'ont pas de comportement agressif, la morsure étant une attitude de défense utilisée en dernier recours. Enfin, la rencontre physique avec ces animaux est rare.
Parmi les espèces potentiellement dangereuses, citons certaines veuves noires (Latrodectus spp.), Atrax robustus en Australie, et les « araignées-bananes » du genre Phoneutria au Brésil. Une dizaine de morts attribuées aux araignées sont recensées annuellement, et encore les causes ne sont pas dues uniquement à l'envenimation, mais aussi aux surinfections. Dans ces rares cas, toutefois, la preuve qu'il s'agit bien d'une morsure d'araignée est souvent absente.
Des espèces appartenant aux mygalomorphes possèdent des poils urticants sur l'abdomen.

### Cycle de vie et reproduction

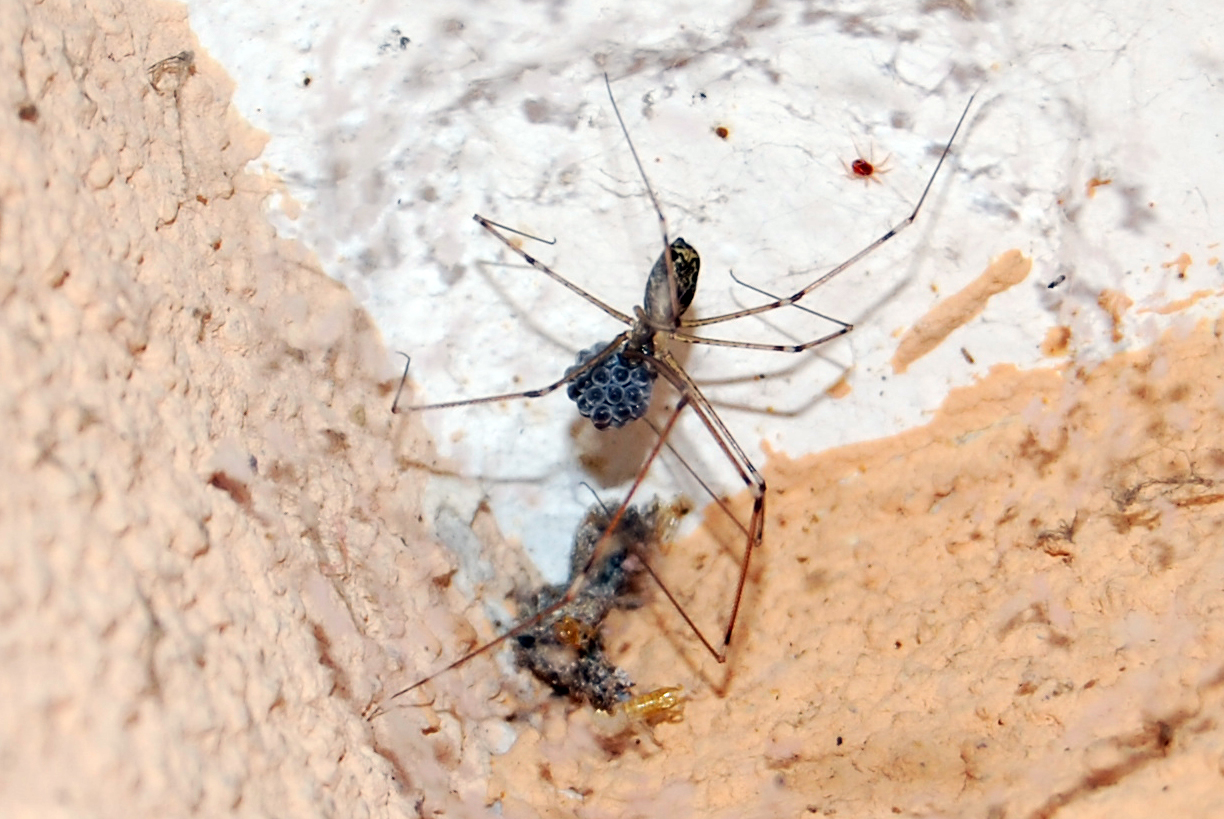
Araignée et son cocon de soie contenant ses œufs (masse bleu sombre).

- Les araignées saisonnières vivent de 6 mois à 1 an et meurent avant l'éclosion de leurs œufs.
- Les araignées annuelles vivent de 1 à 2 ans et meurent après l'éclosion des jeunes.
- Les araignées pérennes vivent plusieurs années (mygales, filistates).

Comme chez tous les arthropodes, la croissance se fait par mues successives de l'exosquelette. Selon les espèces, il y a de 8 à 13 mues pour atteindre l'état adulte. Les mygales continuent de muer à peu près une fois par an après avoir atteint l'âge adulte.
Le dimorphisme sexuel des araignées est généralement faible, les femelles se distinguant par une taille supérieure et un abdomen plus gros. Les mâles adultes se reconnaissent, en plus de leur petite taille, à leurs pédipalpes qui portent à leur extrémité un organe de stockage de sperme appelé bulbe copulatoire.
La différence de taille est parfois spectaculaire, comme chez les néphiles où il est difficile de croire qu'il s'agit de la même espèce.
Les araignées sont ovipares : elles pondent des œufs, qui sont emballés dans un cocon de soie. En fonction de la taille de l'espèce, le nombre d'œufs varie de un à plusieurs milliers. Si certaines espèces abandonnent le cocon, d'autres le transportent accroché aux filières ou maintenu par les chélicères. Chez ces dernières espèces, dès leur éclosion, les jeunes montent sur le dos de leur mère qui les protège et les nourrit jusqu'à ce qu'ils soient capables de se défendre.
Beaucoup d'espèces ont une parade nuptiale élaborée consistant surtout pour le mâle à se faire distinguer d'une proie pour éviter d'être dévoré par la femelle. Il développe plusieurs stratégies de survie pour lutter contre ce cannibalisme sexuel : il peut attacher les pattes de sa femelle avant l'accouplement ou lui apporter directement un cadeau comestible. Le cannibalisme nuptial après l'accouplement fournit un complément nutritif à la femelle qui augmente sa fécondité (cas de la veuve noire Latrodectus mactans, de l'épeire Araneus diadematus). Ce cannibalisme sexuel serait un mécanisme adaptatif visant à favoriser la reproduction en augmentant la durée de l'accouplement.
Le mâle tisse une toile spermatique sur laquelle il dépose son sperme, qu'il aspire ensuite dans ses bulbes copulateurs.

### Interactions avec les siens
Les araignées sont réputées pour leur vie solitaire. Cependant, une vingtaine voire une trentaine d'espèces présentent une « vie sociale » élaborée. Ces espèces dont Agelena consociata ou Anelosimus eximius sont généralement localisées dans des régions tropicales. Les colonies peuvent inclure des dizaines voire des centaines d'individus de tous les âges et présentent une organisation sociale sophistiquée incluant la construction collective d'un piège soyeux pouvant atteindre un volume de plusieurs m3, la coopération dans la chasse et les soins aux jeunes. La communication entre les individus est phéromonale mais également basée sur les vibrations de la toile, qui permettent de transmettre rapidement des informations au groupe. À la différence des insectes eusociaux (fourmis, certaines espèces d'abeilles), les araignées sociales ne présentent pas de division du travail reproductif. Toutes les espèces d'araignées solitaires présentent néanmoins une phase grégaire temporaire suite de l'émergence du cocon des juvéniles. À l'issue de cette phase grégaire, dont la durée est variable selon les espèces, les araignées se dispersent pour mener une vie solitaire.

### Biocénose parasitaire et prédatrice

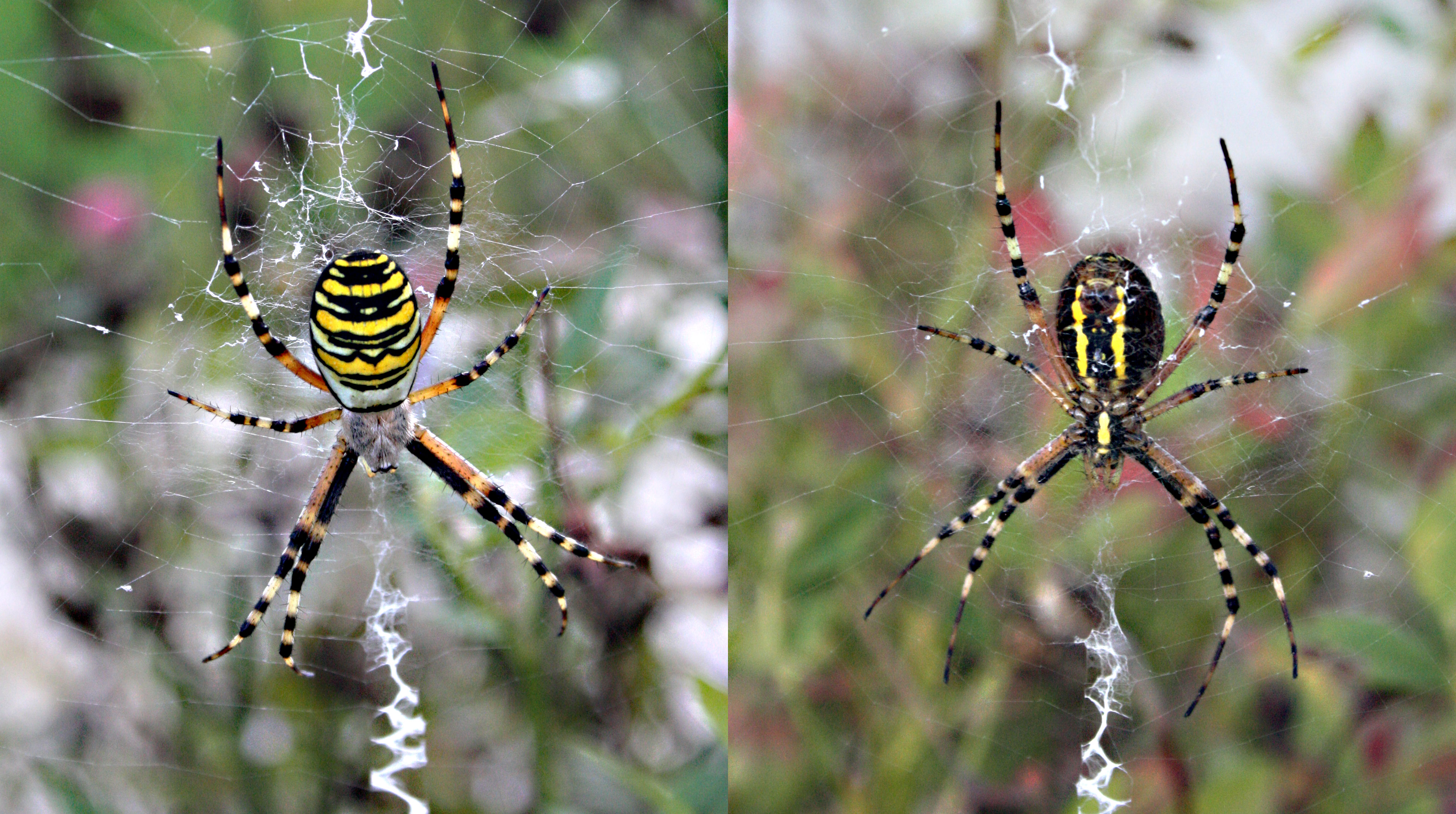
L'argiope frelon tire son nom vernaculaire des stries qui ornent son corps et évoquent une guêpe. Ce type de dessin est un exemple de compromis évolutif entre un signal d'attraction (visibilité accrue vis-à-vis des prédateurs mais aussi des proies), un signal aposématique (qui dissuade ses prédateurs), un leurre visuel (rendant l'araignée moins visible pour ses proies, bien qu'au milieu de sa toile).

Les consommateurs occasionnels d'araignées sont des prédateurs qui, entre autres proies, se nourrissent d'araignées à tous les stades de développement. On compte les Arachnides et surtout les araignées, mais également des oiseaux, des reptiles comme le lézard vivipare pour lequel les araignées occupent une très forte proportion dans son alimentation, ou encore de micro-mammifères telle la musaraigne qui peut limiter sensiblement des populations d'araignées. Des acariens ont été mentionnés détruisant des œufs d'araignée dans certaines conditions. Les insectes occupent une place privilégiée en tant que consommateurs spécialisés d'araignées, que ce soit comme consommateurs d’œufs, endoparasites ou ectoparasites. Les insectes qui recherchent les cocons d'araignées pour y déposer leur ponte sont les plus abondants, tel Tromatobia ornata en liaison avec les caractéristiques des cocons d'Argiope bruennichi qu'il infeste.

### Champignons parasites

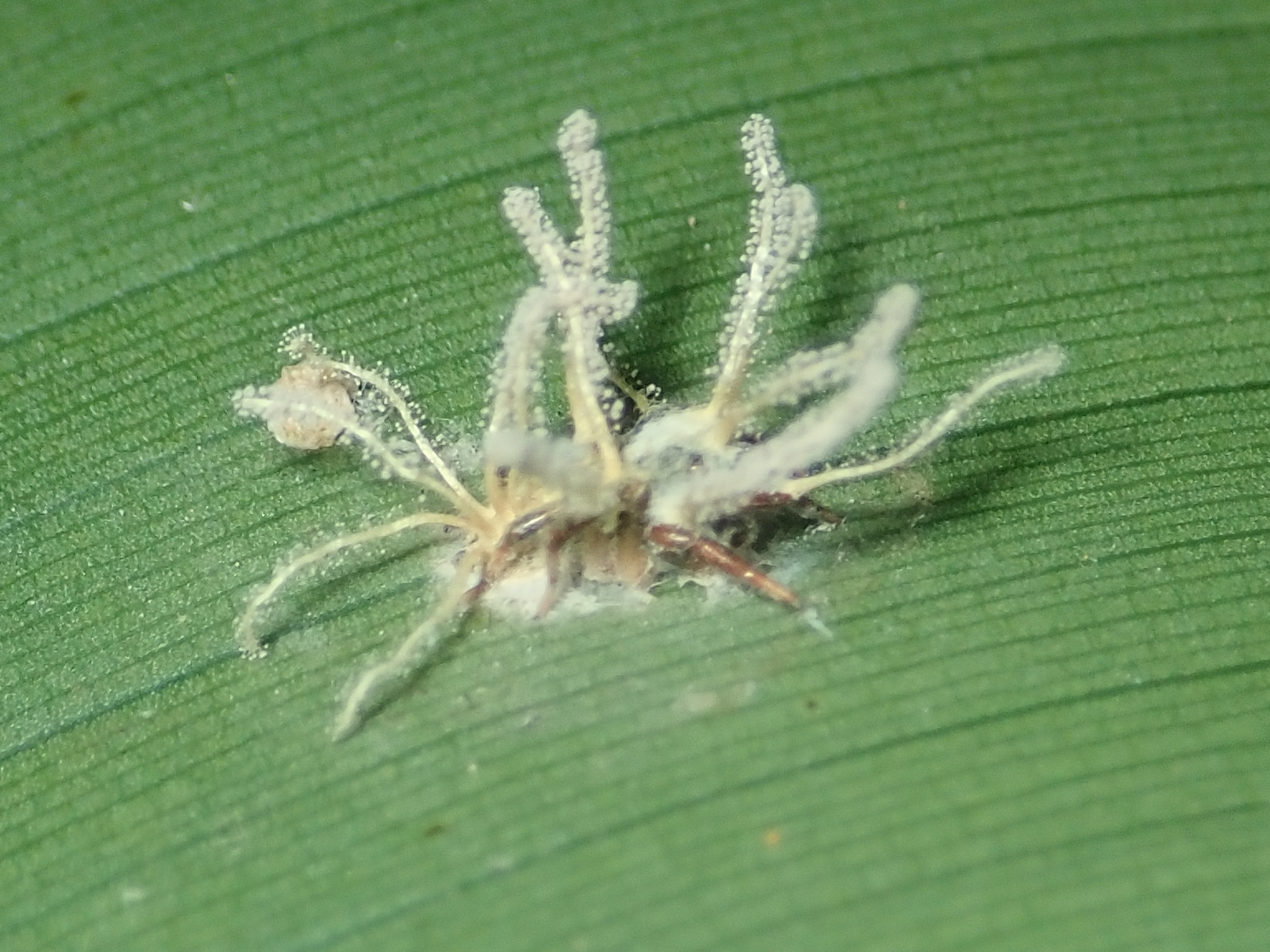
Gibellula pulchra parasitant une araignée indéterminée (Chocó, Colombie).

Il existe une petite centaine d'espèces de champignons entomopathogènes des araignées. Largement répandus dans le monde, ils appartiennent à l'ordre des Hypocreales et sont principalement issus des familles Cordycipitaceae et  Ophiocordycipitaceae et classés dans les genres Akanthomyces, Beauveria, Clonostachys, Cordyceps, Engyodontium, Gibellula, Hevansia, Hymenostilbe, Lecanicillium, Ophiocordyceps, Purpureocillium et Torrubiella. Les genres Gibellula, Hevansia, Torrubiella et Akanthomyces sont exclusivement ou majoritairement des pathogènes d'araignées. Gibellula pulchra, Gibellula leiopus, Purpureocillium atypicola, Akanthomyces aranearum, Torrubiella aranicida sont particulièrement cosmopolites. Au total, vingt familles d'araignées et deux familles d'Opilions sont connues pour être parasitées par ces champignons. Ils sont connus sur l'ensemble des continents, l'Asie de l'Est et du Sud-Est présentant la plus grande diversité. Ces espèces présentent un intérêt dans la découverte et l'extraction de métabolites secondaires bioactifs utiles à l'agriculture et la médecine.

## Systématique et évolution

### Histoire évolutive
Bien que les araignées soient rarement bien préservées dans les couches fossiles du fait de leur fragilité et d'un corps mou (ce qui explique que les sources les plus fréquentes proviennent d'inclusions dans l'ambre), les arachnologues ont identifié parmi tous les fossiles examinés près de 1 000 espèces différentes.
Le plus ancien fossile d'Arachnide connu, découvert en 1987, est l'espèce Attercopus fimbriunguis datant de 386 millions d'années (période du Dévonien), soit 100 millions d'années avant les dinosaures et juste une dizaine de millions d'années après la sortie des eaux des Arthropodes au Silurien. Possédant une mâchoire pourvue de crochets sur lesquels se trouvent des canaux à poison et les plus vieux organes producteurs de soie connus, ce fossile a depuis fait l'objet d'une réinterprétation qui le place désormais dans un genre éteint d'arachnide. La soie débouche en effet au niveau de simples conduits sur la face ventrale de l'abdomen et non sur des appendices pluriarticulés, les filières, organes éminemment caractéristiques des Araignées. Les plus anciens fossiles d'araignées à ce jour[Quand ?] appartiennent au sous-ordre des Mesothelae, avec notamment l'espèce Paleothele montceauensis qui date de 299 million d'années (période du carbonifère inférieur). À partir du Trias, la diversification des Aranae est rapide et, au Crétacé, les principales familles actuelles sont déjà présentes.

### Taxinomie et diversité
Les études génomiques et biomoléculaires complètes sont encore rares, mais de nombreux travaux ont porté sur les gènes et les protéines d'araignées, qui aideront à éclairer leur biologie des araignées. Ces travaux montrent des chemins évolutifs complexes qui ont permis de développer une grande variété de comportements, de soies et de venins. En 2017, trois génomes complets ont été séquencés (Nephila, une araignée sociale africaine de la famille des Eresidae et une araignée domestique commune.
L'ordre des Araneae se subdivise aujourd'hui en deux sous-ordres : le sous-ordre des Mesothelae (0,2 % des espèces décrites), dont les membres sont des espèces primitives de l'Asie, présentes dès le Carbonifère ; et le sous-ordre des Opisthothelae présent dès le Trias, qui est constitué des infra-ordres des Araneomorphae (les espèces modernes, 93,4 % des espèces d'araignées décrites à ce jour[Quand ?], aux chélicères croisés) et des Mygalomorphae (mygales, 6,4 % des espèces décrites, aux chélicères verticaux).
Certaines araignées fréquentent les milieux humides. L'Argyroneta est inféodée au milieu aquatique. Des membres de la famille des Pisauridae, notamment ceux du genre Dolomedes, vivent au bord des cours d'eau, sur les plantes aquatiques et chassent leurs proies dans le milieu liquide. Des araignées marines vivent dans la zone de balancement des marées et sont régulièrement immergées à marée haute (Mygales tropicales de la famille des Barychelidae, représentants de la famille des Amaurobioidae et des Desidae). D'autres sont capables de coloniser de hauts glaciers d'altitude, telle l’Euophrys omnisuperstes découverte à 6 700 m d'altitude dans le massif de l'Everest.
Les 47 000 espèces d'araignées recensées à ce jour[Quand ?] sont diverses : de 10 cm chez certaines mygales à 0,2 mm chez les plus petites (araignée Patu marplesi).
Heteropoda maxima est la plus grande araignée connue à ce jour[Quand ?], avec une envergure pattes étalées de 25 à 30 cm pour un corps de 46 mm au maximum.
La Tégénaire géante détient le record de vitesse de déplacement dans le Livre Guinness des records, cette espèce pouvant parcourir 0,53 mètre par seconde.
Pour les Araignées, les densités observées varient en moyenne de 20 à 120 individus par m2 selon les types d'agrosystèmes. Elles peuvent atteindre plus de 800 individus au m2 dans les prairies les plus fertiles.

### Liste des sous-taxons
Les très nombreuses familles d'araignées peuvent être regroupées en sous-ordres et super-familles. Voici la classification qui en est faite par BioLib (30 août 2020) :
| - sous-ordre Araneomorphae Simon, 1892 - super-famille Agelenoidea - super-famille Araneoidea - super-famille Caponioidea - super-famille Clubionoidea - super-famille Dictynoidea - super-famille Dysderoidea - super-famille Eresoidea - super-famille Hypochiloidea - super-famille Lycosoidea - super-famille Oecobioidea - super-famille Palpimanoidea - super-famille Philodromoidea - super-famille Pholcoidea - super-famille Salticoidea - super-famille Scytodoidea - super-famille Thomisoidea | - sous-ordre Mygalomorphae Pocock, 1892 - super-famille Atypoidea - super-famille Barycheloidea - super-famille Ctenizoidea - super-famille Cyrtauchenioidea - super-famille Hexatheloidea - super-famille Idiopoidea - super-famille Mecicobothrioidea - super-famille Migoidea - super-famille Nemesioidea - super-famille Theraphosoidea Thorell, 1869 | - sous-ordre Mesothelae (complément d'après The World Spider Catalog 18.0) - famille Heptathelidae Kishida, 1923 - famille Liphistiidae Thorell, 1869 - famille fossile Burmathelidae † Wunderlich, 2017 - famille fossile Cretaceothelidae † Wunderlich, 2017 - famille fossile Parvithelidae † Wunderlich, 2017 - et le genre couronne Palaeothele † Selden, 2000 |

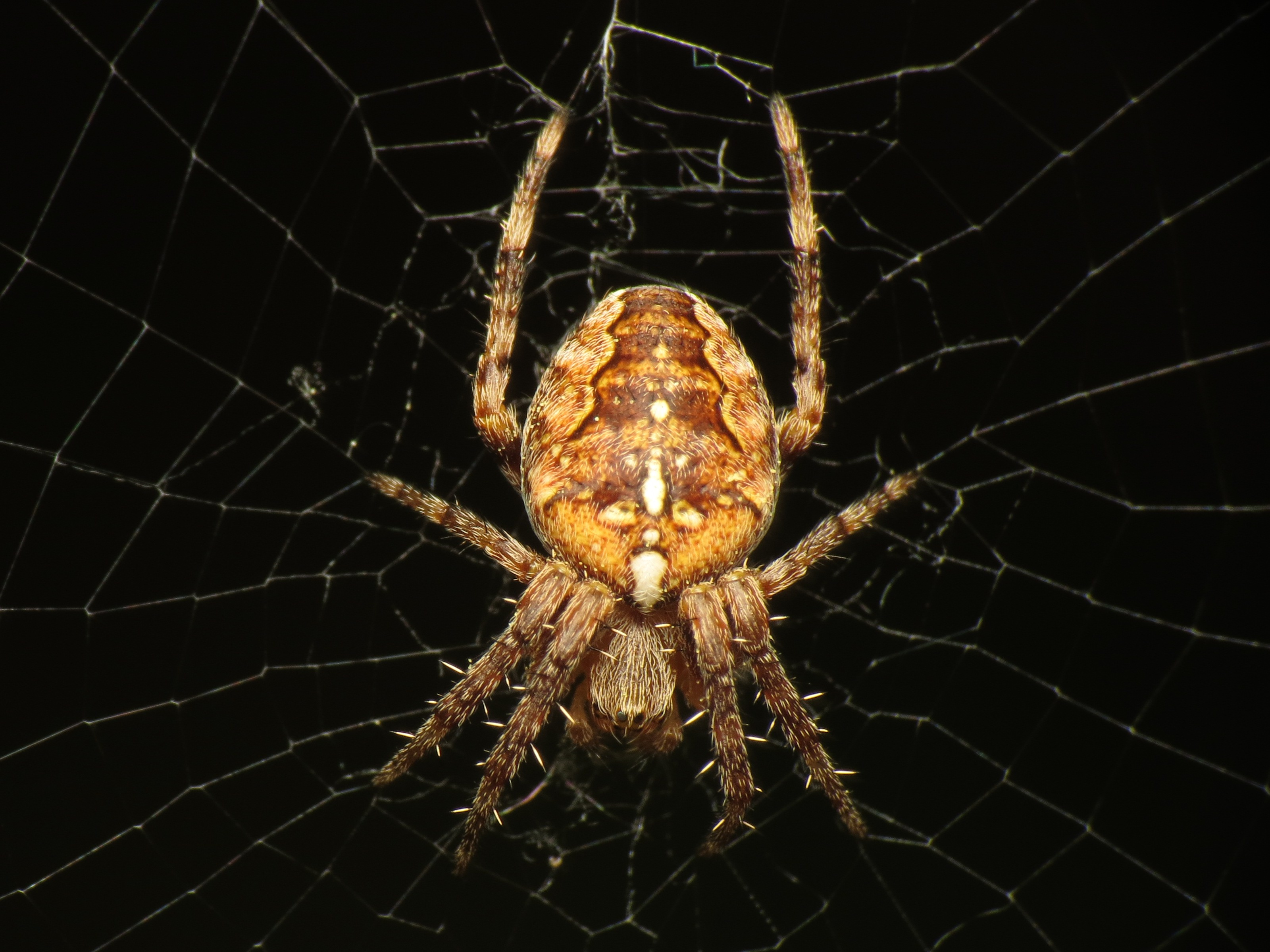
L'épeire diadème (Araneus diadematus), une Araneomorphae.
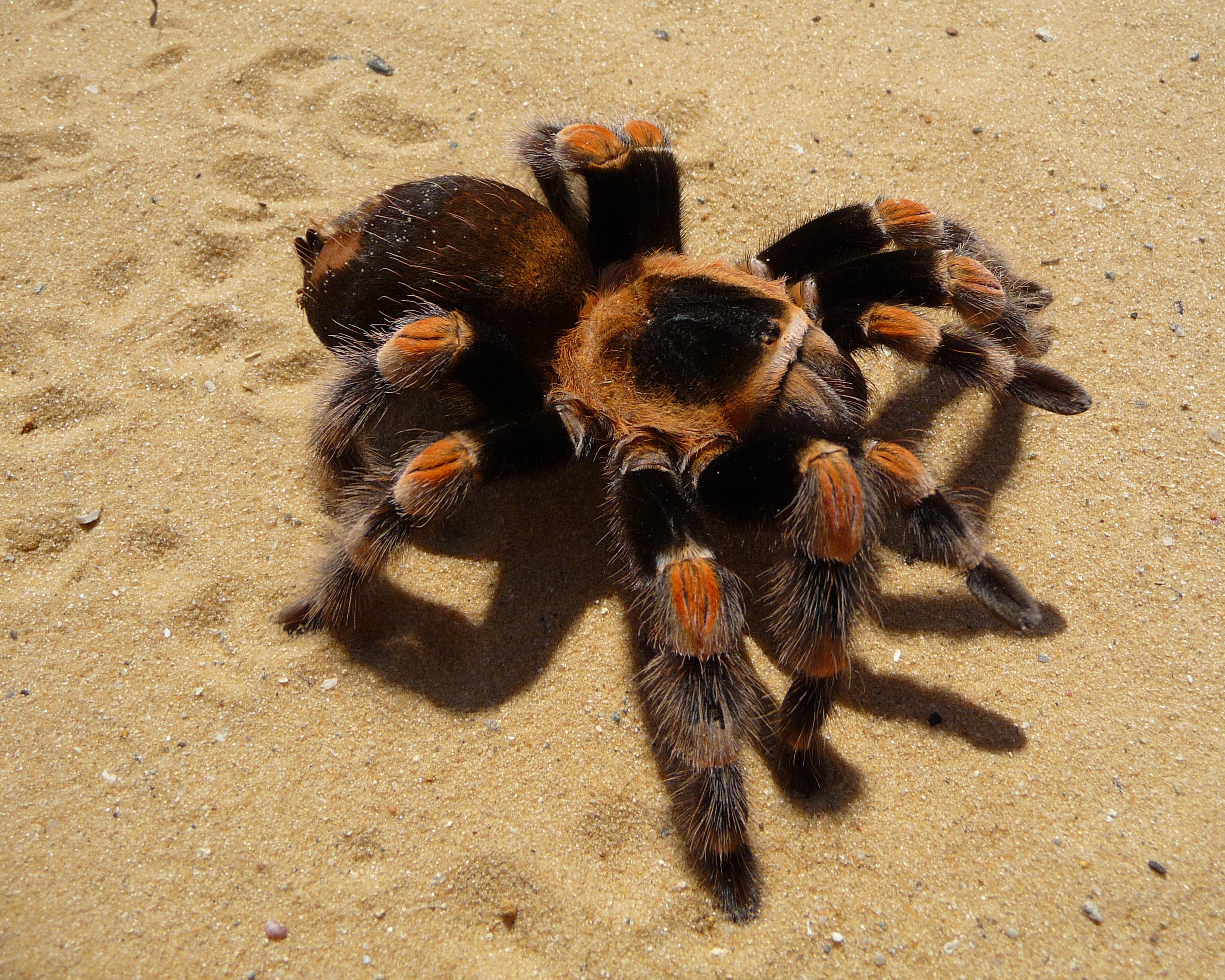
La mygale à genoux rouges (Brachypelma smithi), une Mygalomorphae.
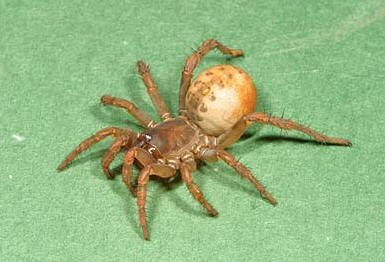
Ryuthela sasakii, une Mesothelae.

### Relations internes
Le cladogramme montre la relation entre les sous-ordres et les super-familles d'araignées :
|  | Atypoidea      |
|  |                |
|  | Avicularioidea |
|  |                |

|  | Gradungulidae  |
|  |                |
|  | Austrochilidae |
|  |                |

|  | Haplogynae  |
|  |             |
|  | Entelegynae |
|  |             |

|  | Gradungulidae  |
|  |                |
|  | Austrochilidae |
|  |                |

|  | Haplogynae  |
|  |             |
|  | Entelegynae |
|  |             |

|  | Gradungulidae  |
|  |                |
|  | Austrochilidae |
|  |                |

|  | Haplogynae  |
|  |             |
|  | Entelegynae |
|  |             |

|  | Gradungulidae  |
|  |                |
|  | Austrochilidae |
|  |                |

|  | Haplogynae  |
|  |             |
|  | Entelegynae |
|  |             |

|  | Atypoidea      |
|  |                |
|  | Avicularioidea |
|  |                |

|  | Gradungulidae  |
|  |                |
|  | Austrochilidae |
|  |                |

|  | Haplogynae  |
|  |             |
|  | Entelegynae |
|  |             |

|  | Gradungulidae  |
|  |                |
|  | Austrochilidae |
|  |                |

|  | Haplogynae  |
|  |             |
|  | Entelegynae |
|  |             |

|  | Gradungulidae  |
|  |                |
|  | Austrochilidae |
|  |                |

|  | Haplogynae  |
|  |             |
|  | Entelegynae |
|  |             |

|  | Gradungulidae  |
|  |                |
|  | Austrochilidae |
|  |                |

|  | Haplogynae  |
|  |             |
|  | Entelegynae |
|  |             |

|  | Atypoidea      |
|  |                |
|  | Avicularioidea |
|  |                |

|  | Gradungulidae  |
|  |                |
|  | Austrochilidae |
|  |                |

|  | Haplogynae  |
|  |             |
|  | Entelegynae |
|  |             |

|  | Gradungulidae  |
|  |                |
|  | Austrochilidae |
|  |                |

|  | Haplogynae  |
|  |             |
|  | Entelegynae |
|  |             |

|  | Gradungulidae  |
|  |                |
|  | Austrochilidae |
|  |                |

|  | Haplogynae  |
|  |             |
|  | Entelegynae |
|  |             |

|  | Gradungulidae  |
|  |                |
|  | Austrochilidae |
|  |                |

|  | Haplogynae  |
|  |             |
|  | Entelegynae |
|  |             |

|  | Atypoidea      |
|  |                |
|  | Avicularioidea |
|  |                |

|  | Gradungulidae  |
|  |                |
|  | Austrochilidae |
|  |                |

|  | Haplogynae  |
|  |             |
|  | Entelegynae |
|  |             |

|  | Gradungulidae  |
|  |                |
|  | Austrochilidae |
|  |                |

|  | Haplogynae  |
|  |             |
|  | Entelegynae |
|  |             |

|  | Gradungulidae  |
|  |                |
|  | Austrochilidae |
|  |                |

|  | Haplogynae  |
|  |             |
|  | Entelegynae |
|  |             |

|  | Gradungulidae  |
|  |                |
|  | Austrochilidae |
|  |                |

|  | Haplogynae  |
|  |             |
|  | Entelegynae |
|  |             |

|  | Atypoidea      |
|  |                |
|  | Avicularioidea |
|  |                |

|  | Gradungulidae  |
|  |                |
|  | Austrochilidae |
|  |                |

|  | Haplogynae  |
|  |             |
|  | Entelegynae |
|  |             |

|  | Gradungulidae  |
|  |                |
|  | Austrochilidae |
|  |                |

|  | Haplogynae  |
|  |             |
|  | Entelegynae |
|  |             |

|  | Gradungulidae  |
|  |                |
|  | Austrochilidae |
|  |                |

|  | Haplogynae  |
|  |             |
|  | Entelegynae |
|  |             |

|  | Gradungulidae  |
|  |                |
|  | Austrochilidae |
|  |                |

|  | Haplogynae  |
|  |             |
|  | Entelegynae |
|  |             |

|  | Atypoidea      |
|  |                |
|  | Avicularioidea |
|  |                |

|  | Gradungulidae  |
|  |                |
|  | Austrochilidae |
|  |                |

|  | Haplogynae  |
|  |             |
|  | Entelegynae |
|  |             |

|  | Gradungulidae  |
|  |                |
|  | Austrochilidae |
|  |                |

|  | Haplogynae  |
|  |             |
|  | Entelegynae |
|  |             |

|  | Gradungulidae  |
|  |                |
|  | Austrochilidae |
|  |                |

|  | Haplogynae  |
|  |             |
|  | Entelegynae |
|  |             |

|  | Gradungulidae  |
|  |                |
|  | Austrochilidae |
|  |                |

|  | Haplogynae  |
|  |             |
|  | Entelegynae |
|  |             |

|  | Atypoidea      |
|  |                |
|  | Avicularioidea |
|  |                |

|  | Gradungulidae  |
|  |                |
|  | Austrochilidae |
|  |                |

|  | Haplogynae  |
|  |             |
|  | Entelegynae |
|  |             |

|  | Gradungulidae  |
|  |                |
|  | Austrochilidae |
|  |                |

|  | Haplogynae  |
|  |             |
|  | Entelegynae |
|  |             |

|  | Gradungulidae  |
|  |                |
|  | Austrochilidae |
|  |                |

|  | Haplogynae  |
|  |             |
|  | Entelegynae |
|  |             |

|  | Gradungulidae  |
|  |                |
|  | Austrochilidae |
|  |                |

|  | Haplogynae  |
|  |             |
|  | Entelegynae |
|  |             |

|  | Atypoidea      |
|  |                |
|  | Avicularioidea |
|  |                |

|  | Gradungulidae  |
|  |                |
|  | Austrochilidae |
|  |                |

|  | Haplogynae  |
|  |             |
|  | Entelegynae |
|  |             |

|  | Gradungulidae  |
|  |                |
|  | Austrochilidae |
|  |                |

|  | Haplogynae  |
|  |             |
|  | Entelegynae |
|  |             |

|  | Gradungulidae  |
|  |                |
|  | Austrochilidae |
|  |                |

|  | Haplogynae  |
|  |             |
|  | Entelegynae |
|  |             |

|  | Gradungulidae  |
|  |                |
|  | Austrochilidae |
|  |                |

|  | Haplogynae  |
|  |             |
|  | Entelegynae |
|  |             |

### Liste des familles

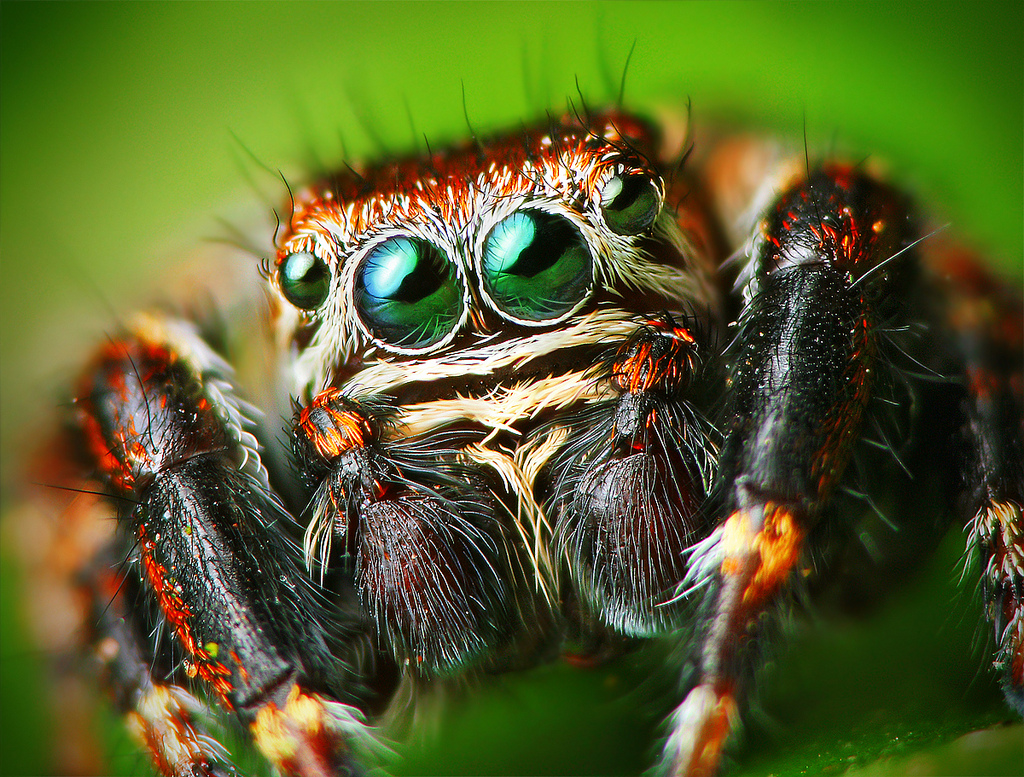
Evarcha arcuata, une Salticidae.

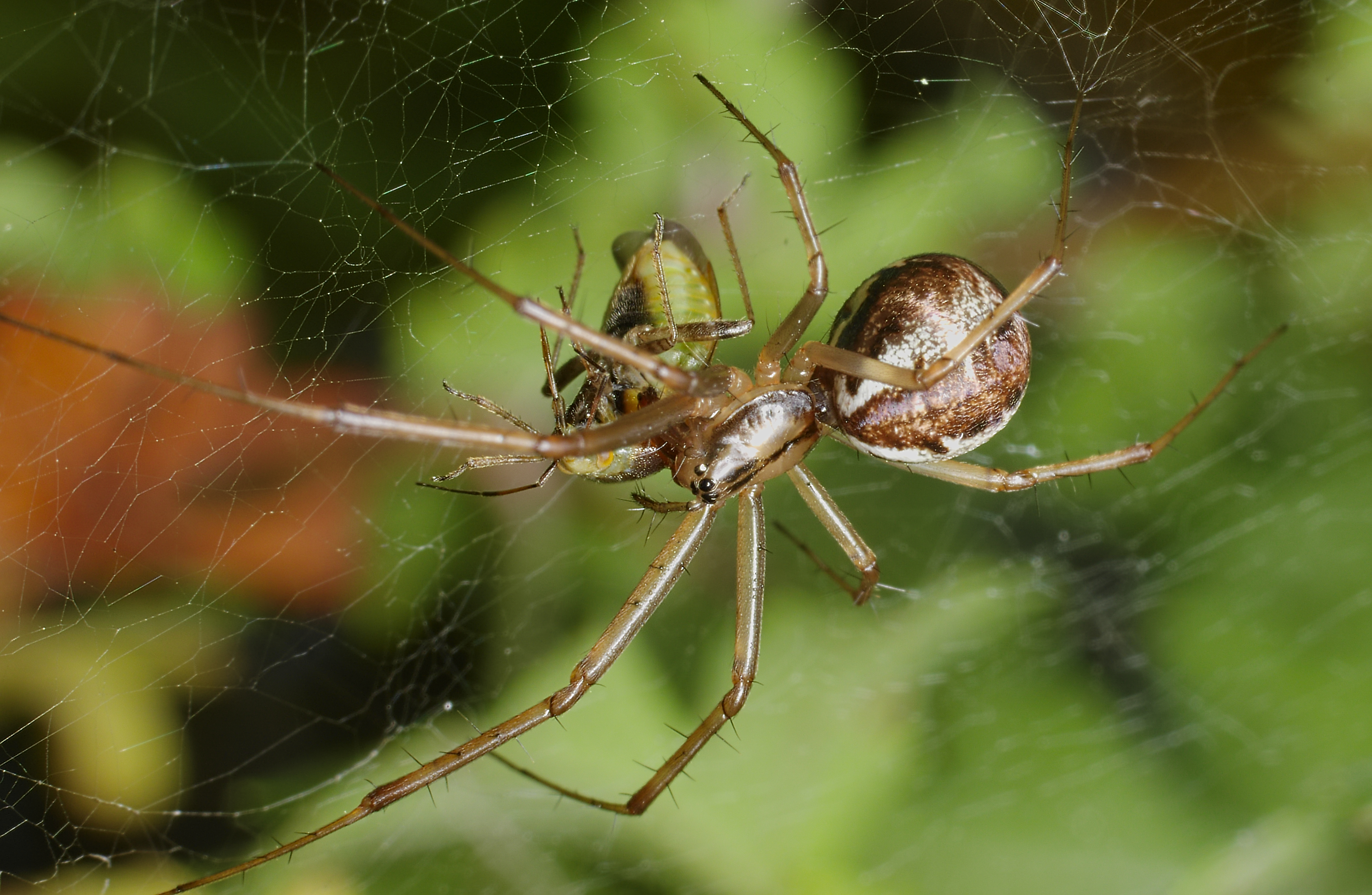
Linyphia triangularis, une Linyphiidae.

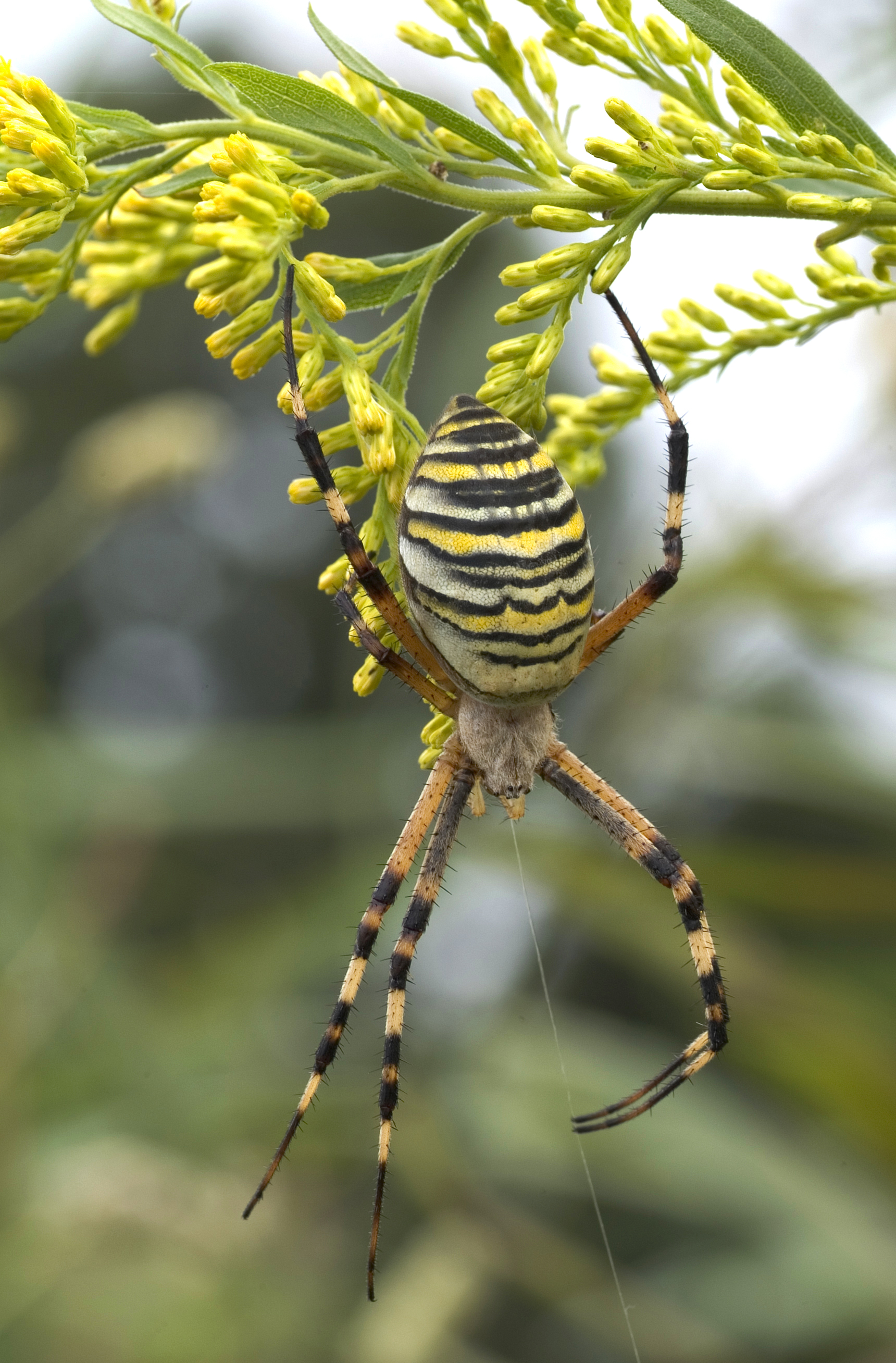
Argiope bruennichi, une Araneidae.

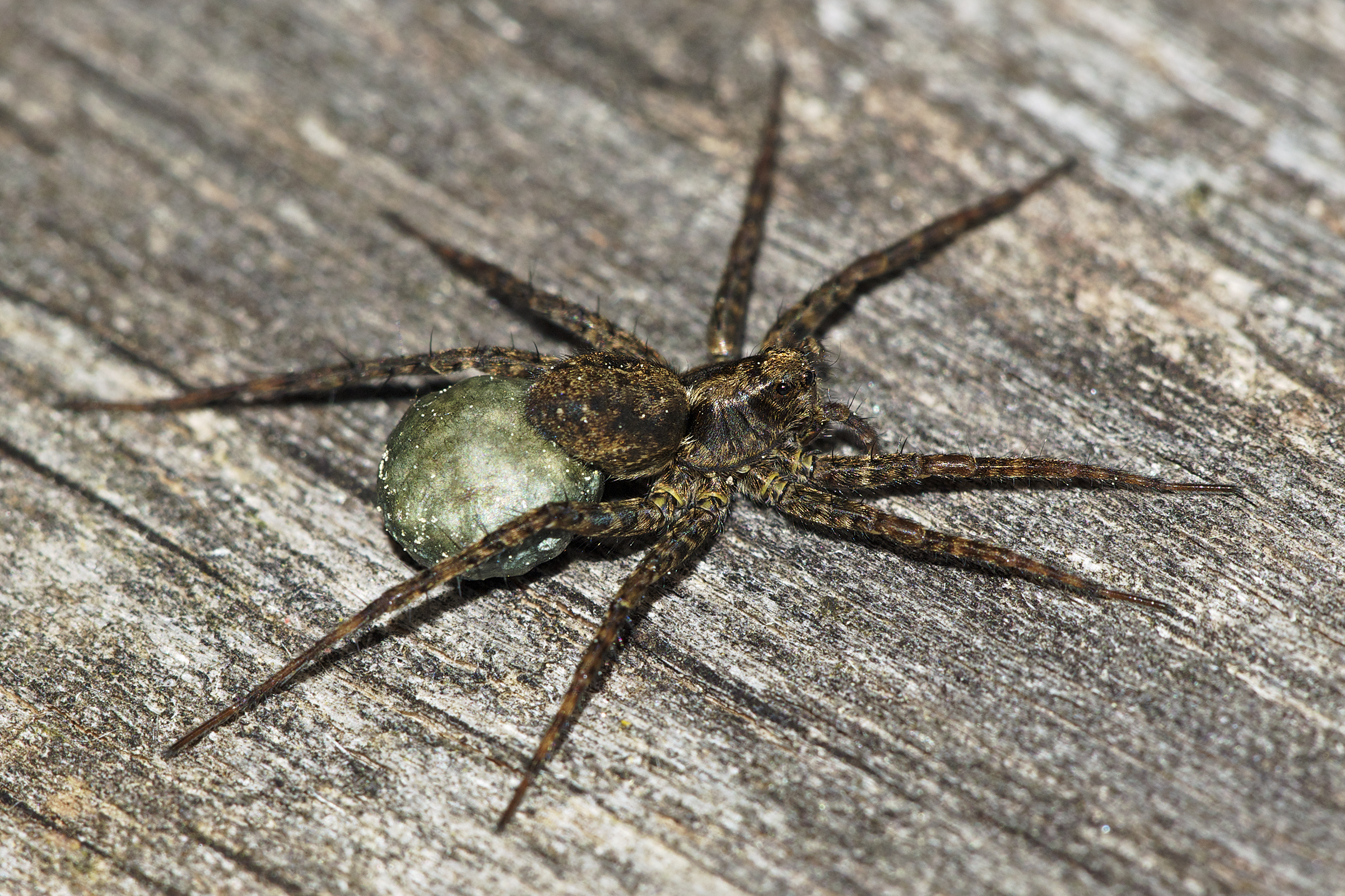
Pardosa amentata, une Lycosidae.

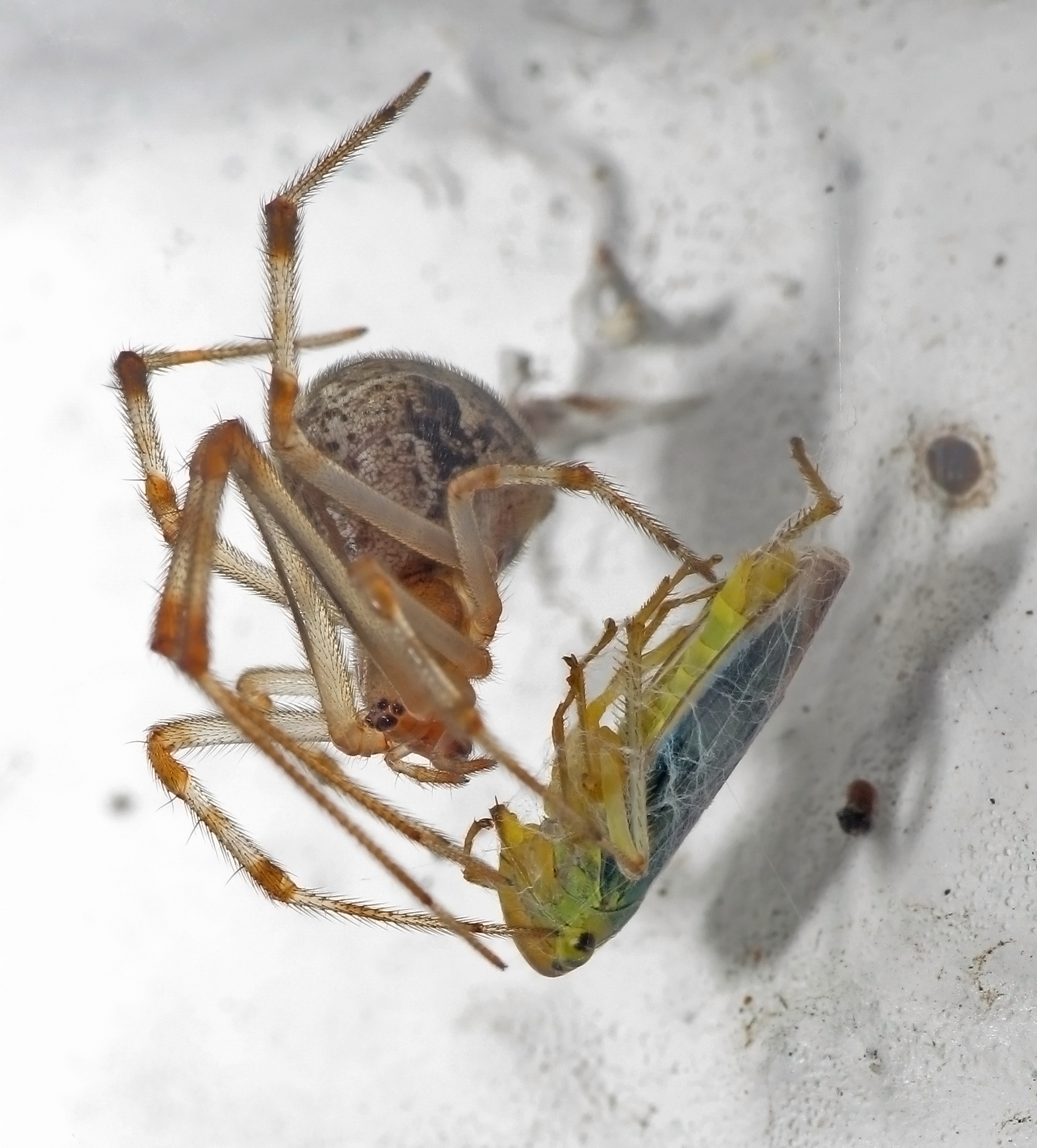
Parasteatoda tepidariorum, une Theridiidae.

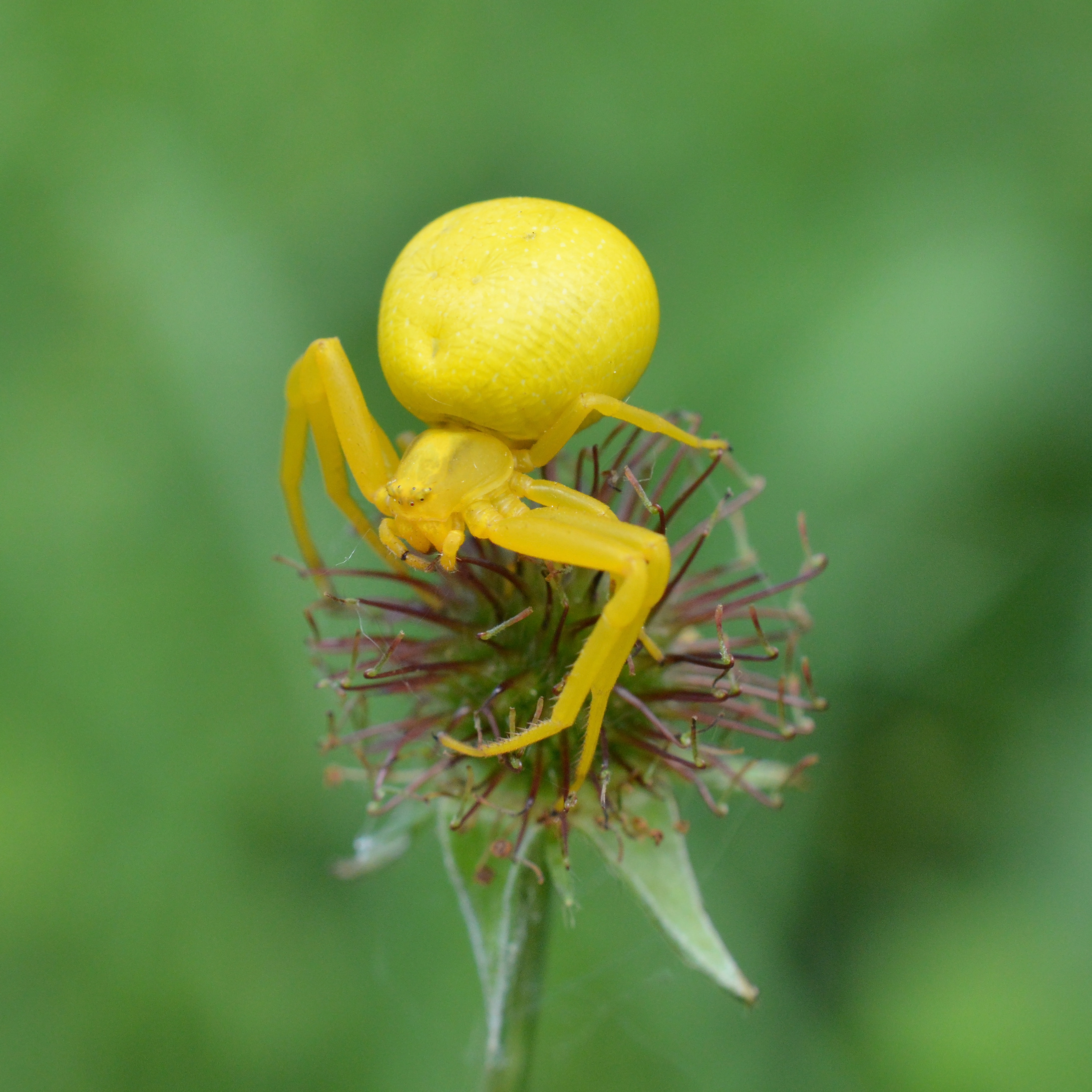
Misumena vatia, une Thomisidae.

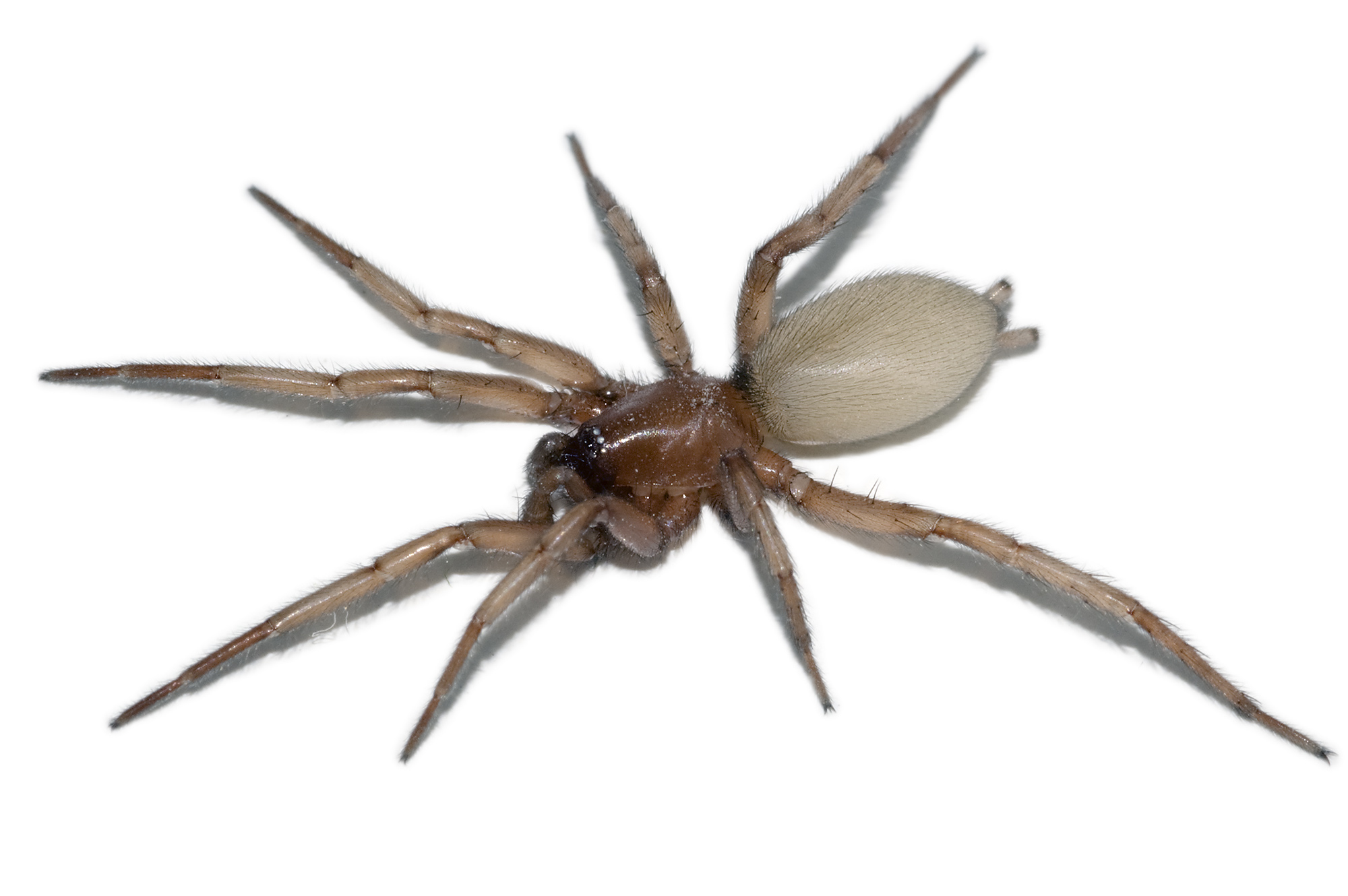
Une Gnaphosidae.

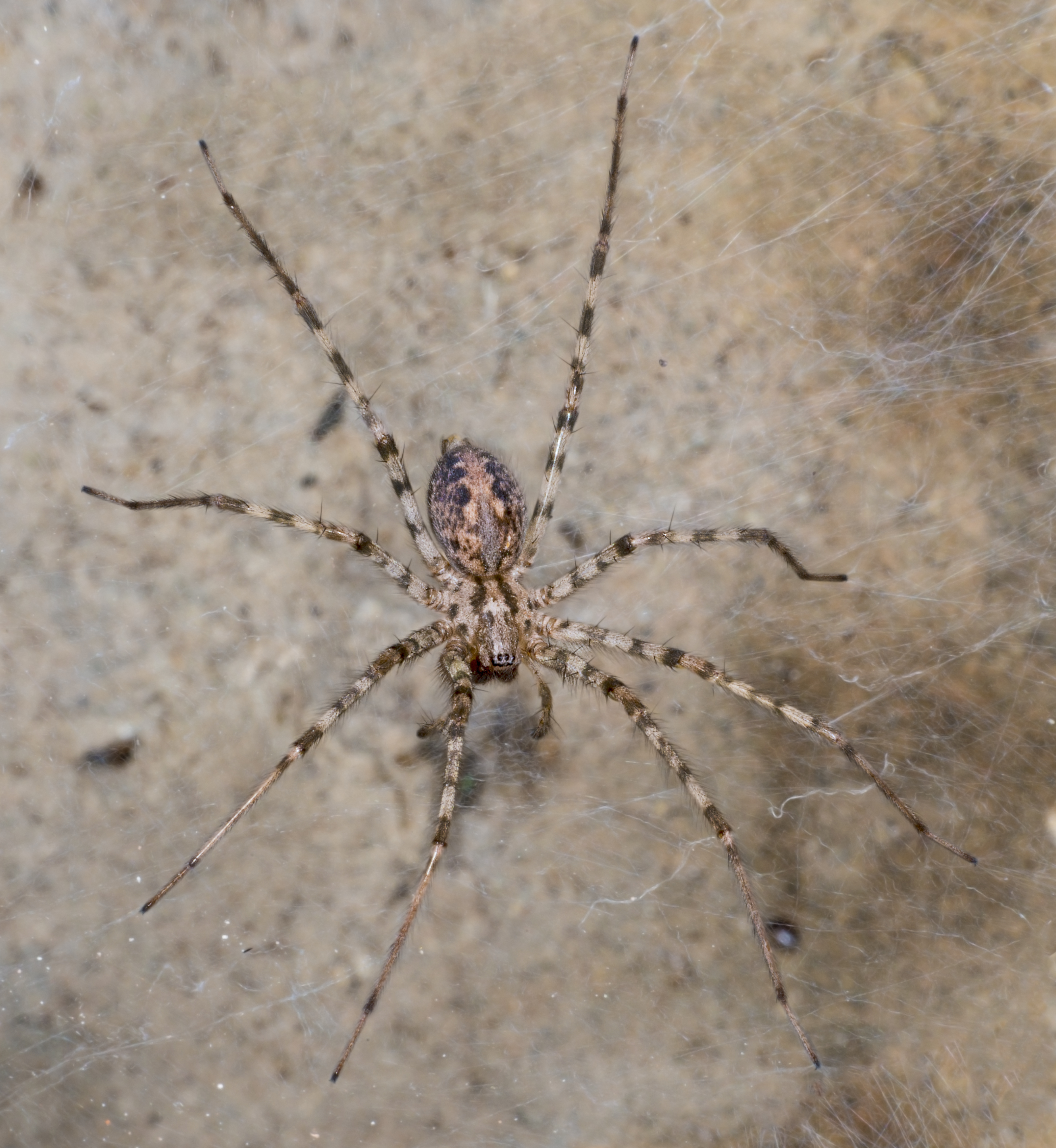
Tegenaria parietina, une Agelenidae.

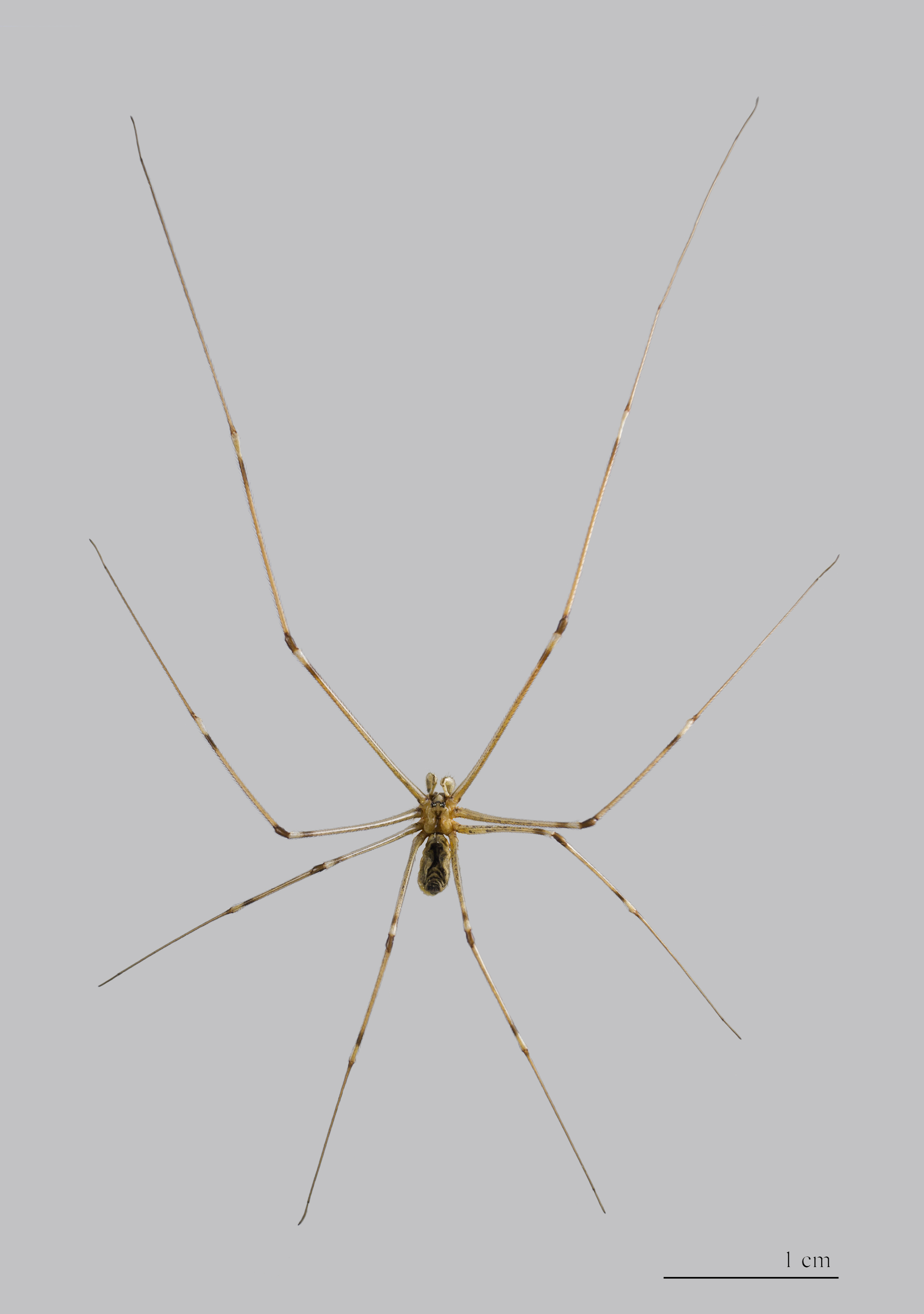
Holocnemus pluchei, une Pholcidae.

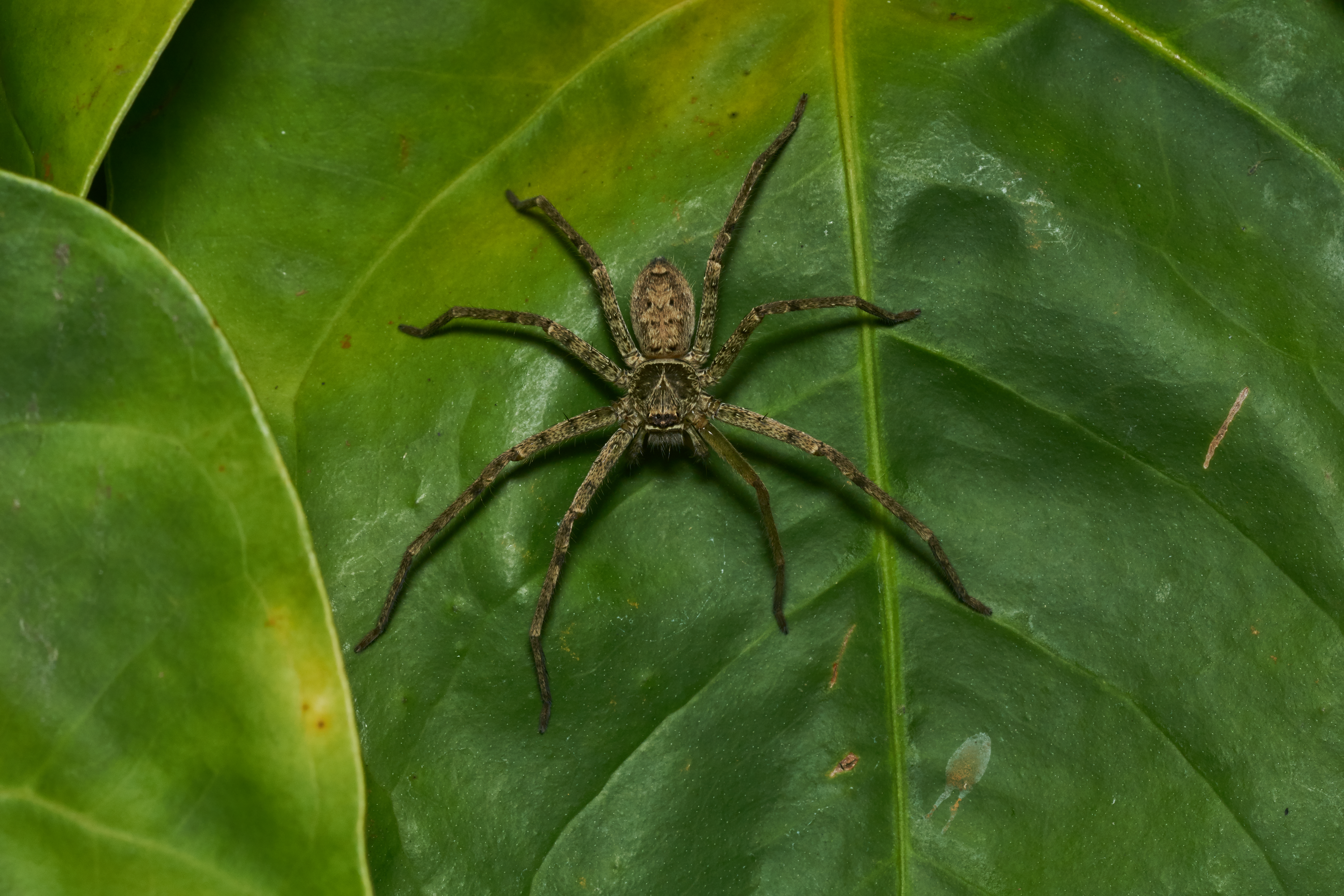
Heteropoda venatoria, une Sparassidae.

Selon le World Spider Catalog en octobre 2021, 129 familles d'araignées sont distinguées, totalisant près de 50 000 espèces réparties dans plus de 4 200 genres.
| Rang taxinomique | Famille           | Nb de genres | Nb d'espèces |
| ---------------- | ----------------- | ------------ | ------------ |
| 1                | Actinopodidae     | 3            | 118          |
| 2                | Agelenidae        | 90           | 1350         |
| 3                | Amaurobiidae      | 50           | 283          |
| 4                | Ammoxenidae       | 4            | 18           |
| 5                | Anamidae          | 10           | 109          |
| 6                | Anapidae          | 58           | 232          |
| 7                | Antrodiaetidae    | 4            | 37           |
| 8                | Anyphaenidae      | 57           | 614          |
| 9                | Araneidae         | 177          | 3069         |
| 10               | Archaeidae        | 5            | 90           |
| 11               | Archoleptonetidae | 2            | 8            |
| 12               | Arkyidae          | 2            | 38           |
| 13               | Atracidae         | 3            | 35           |
| 14               | Atypidae          | 3            | 54           |
| 15               | Austrochilidae    | 3            | 10           |
| 16               | Barychelidae      | 40           | 282          |
| 17               | Bemmeridae        | 4            | 47           |
| 18               | Caponiidae        | 19           | 131          |
| 19               | Cheiracanthiidae  | 14           | 363          |
| 20               | Cithaeronidae     | 2            | 9            |
| 21               | Clubionidae       | 19           | 660          |
| 22               | Corinnidae        | 71           | 817          |
| 23               | Ctenidae          | 49           | 533          |
| 24               | Ctenizidae        | 2            | 5            |
| 25               | Cyatholipidae     | 23           | 58           |
| 26               | Cybaeidae         | 20           | 298          |
| 27               | Cycloctenidae     | 8            | 80           |
| 28               | Cyrtaucheniidae   | 8            | 107          |
| 29               | Deinopidae        | 3            | 67           |
| 30               | Desidae           | 60           | 296          |
| 31               | Dictynidae        | 52           | 471          |
| 32               | Diguetidae        | 2            | 15           |
| 33               | Dipluridae        | 7            | 94           |
| 34               | Drymusidae        | 2            | 17           |
| 35               | Dysderidae        | 25           | 587          |
| 36               | Entypesidae       | 6            | 42           |
| 37               | Eresidae          | 9            | 102          |
| 38               | Euagridae         | 14           | 87           |
| 39               | Euctenizidae      | 8            | 77           |
| 40               | Filistatidae      | 19           | 185          |
| 41               | Gallieniellidae   | 10           | 68           |
| 42               | Gnaphosidae       | 164          | 2576         |
| 43               | Gradungulidae     | 7            | 16           |
| 44               | Hahniidae         | 24           | 355          |
| 45               | Halonoproctidae   | 6            | 125          |
| 46               | Hersiliidae       | 16           | 183          |
| 47               | Hexathelidae      | 7            | 45           |
| 48               | Hexurellidae      | 1            | 4            |
| 49               | Homalonychidae    | 1            | 2            |
| 50               | Huttoniidae       | 1            | 1            |
| 51               | Hypochilidae      | 2            | 22           |
| 52               | Idiopidae         | 23           | 434          |
| 53               | Ischnothelidae    | 5            | 26           |
| 54               | Lamponidae        | 23           | 192          |
| 55               | Leptonetidae      | 20           | 365          |
| 56               | Linyphiidae       | 622          | 4716         |
| 57               | Liocranidae       | 34           | 298          |
| 58               | Liphistiidae      | 8            | 146          |
| 59               | Lycosidae         | 126          | 2441         |
| 60               | Macrothelidae     | 1            | 45           |
| 61               | Malkaridae        | 13           | 57           |
| 62               | Mecicobothriidae  | 1            | 2            |
| 63               | Mecysmaucheniidae | 7            | 25           |
| 64               | Megadictynidae    | 2            | 2            |
| 65               | Megahexuridae     | 1            | 1            |
| 66               | Microhexuridae    | 1            | 2            |
| 67               | Microstigmatidae  | 12           | 41           |
| 68               | Migidae           | 11           | 102          |
| 69               | Mimetidae         | 8            | 159          |
| 70               | Miturgidae        | 29           | 140          |
| 71               | Myrmecicultoridae | 1            | 1            |
| 72               | Mysmenidae        | 14           | 158          |
| 73               | Nemesiidae        | 22           | 187          |
| 74               | Nesticidae        | 16           | 280          |
| 75               | Nicodamidae       | 7            | 27           |
| 76               | Ochyroceratidae   | 10           | 168          |
| 77               | Oecobiidae        | 6            | 120          |
| 78               | Oonopidae         | 115          | 1888         |
| 79               | Orsolobidae       | 30           | 188          |
| 80               | Oxyopidae         | 9            | 442          |
| 81               | Pacullidae        | 4            | 38           |
| 82               | Palpimanidae      | 20           | 160          |
| 83               | Paratropididae    | 4            | 16           |
| 84               | Penestomidae      | 1            | 9            |
| 85               | Periegopidae      | 1            | 3            |
| 86               | Philodromidae     | 31           | 538          |
| 87               | Pholcidae         | 95           | 1849         |
| 88               | Phrurolithidae    | 15           | 259          |
| 89               | Physoglenidae     | 13           | 72           |
| 90               | Phyxelididae      | 14           | 66           |
| 91               | Pimoidae          | 2            | 80           |
| 92               | Pisauridae        | 51           | 353          |
| 93               | Plectreuridae     | 2            | 31           |
| 94               | Porrhothelidae    | 1            | 5            |
| 95               | Psechridae        | 2            | 61           |
| 96               | Psilodercidae     | 11           | 224          |
| 97               | Pycnothelidae     | 7            | 86           |
| 98               | Salticidae        | 659          | 6370         |
| 99               | Scytodidae        | 5            | 247          |
| 100              | Segestriidae      | 5            | 142          |
| 101              | Selenopidae       | 9            | 261          |
| 102              | Senoculidae       | 1            | 31           |
| 103              | Sicariidae        | 3            | 170          |
| 104              | Sparassidae       | 89           | 1290         |
| 105              | Stasimopidae      | 1            | 47           |
| 106              | Stenochilidae     | 2            | 13           |
| 107              | Stiphidiidae      | 20           | 125          |
| 108              | Symphytognathidae | 8            | 90           |
| 109              | Synaphridae       | 3            | 13           |
| 110              | Synotaxidae       | 1            | 11           |
| 111              | Telemidae         | 14           | 98           |
| 112              | Tetrablemmidae    | 27           | 146          |
| 113              | Tetragnathidae    | 50           | 982          |
| 114              | Theraphosidae     | 153          | 1025         |
| 115              | Theridiidae       | 125          | 2536         |
| 116              | Theridiosomatidae | 19           | 133          |
| 117              | Thomisidae        | 170          | 2155         |
| 118              | Titanoecidae      | 5            | 55           |
| 119              | Toxopidae         | 14           | 82           |
| 120              | Trachelidae       | 20           | 253          |
| 121              | Trechaleidae      | 17           | 132          |
| 122              | Trochanteriidae   | 21           | 171          |
| 123              | Trogloraptoridae  | 1            | 1            |
| 124              | Udubidae          | 4            | 15           |
| 125              | Uloboridae        | 19           | 289          |
| 126              | Viridasiidae      | 2            | 7            |
| 127              | Xenoctenidae      | 4            | 33           |
| 128              | Zodariidae        | 87           | 1211         |
| 129              | Zoropsidae        | 27           | 183          |
|                  | Total             | 4232         | 49712        |

### Types d'araignées
Quelques familles et regroupements importants :
- Atypidae (Mygales) : elles possèdent des lames maxillaires et vivent dans un tunnel prolongé par un tube de soie que l'on appelle une chaussette ; elles sont plus fréquentes sur un sol calcaire[73].
- Ctenizidae (Mygales) : elles n'ont pas de lames maxillaires et vivent dans un terrier fermé par un opercule.
- Cribellatae : regroupement d'un ensemble disparate d'araignées tisseuses de toiles ; la soie extrêmement fine a une apparence bleutée caractéristique.
- Eresidae : habitent un tube de soie enfoncé dans le sol et terminé par un auvent ; grosses araignées massives, noires, discrètes ; se trouvent dans les landes.
- Amaurobiidae : grandes araignées cribellates tissant une toile irrégulière ; elles fabriquent une retraite tubulaire, contre les murs ou sous les pierres.
- Dictynidae : petites araignées cribellates (max : 5 mm) construisant des toiles très irrégulières surtout dans la végétation basse mais également sur les murs ; l'abdomen est souvent très caractéristique.
- Oecobiidae : petites araignées rondes avec un céphalothorax presque circulaire et un gros tubercule anal ; le nid a une forme étoilée.
- Uloboridae : araignées cribellates aux toiles géométriques complètes (Uloborus) ou segmentées (Hyptiotes), horizontales ou peu inclinées ; pas de glandes à venin.
- Oonopidae : araignées errantes nocturnes, de couleur rose, très petites, avec six yeux ; on les trouve dans les maisons ou les détritus.
- Dysderidae : grosses ou moyennes araignées errantes avec six yeux, fortement armées ; mœurs nocturnes, s'abritent sous les pierres ou les bois morts pendant le jour.
- Segestriidae : araignées allongées qui font des toiles tubulaires dans des trous dans les fissures des murs ou des rochers, avec des fils avertisseurs radians prolongeant le tube ; les pattes III sont tenues parallèles aux I et II.
- Loxoscelidae : Exemple : le genre Loxosceles (Loxosceles reclusa ou Brown Reclused Spider en anglais)
- Scytodidae : araignées-cracheuses qui projettent à un ou deux centimètres de distance une petite boule de gomme qui englue leur proie ; possèdent trois groupes de paires d'yeux et un céphalothorax très bombé.
- Pholcidae : araignées munies de très longues pattes ; elles font des toiles très irrégulières en forme de nappe et les balancent quand on les dérange ; se plaisent dans les habitations.
  - Exemple : le genre Pholcus (Pholcus phalangioides ou Pholque phalangide).
- Zodariidae : petites araignées qui se nourrissent de fourmis ; les pattes n'ont pas d'épines, la couleur est violacée ; se trouvent essentiellement dans les bois de pins.
- Gnaphosidae ou Drassidae : araignées nocturnes vivant sous les pierres dans des loges de soie ; les filières antérieures sont longues et bien visibles, les yeux médians postérieurs sont rapprochés ; nombreux genres.
- Clubionidae : araignées nocturnes qui habitent des loges sous la végétation ou les roches posées au sol ; le cocon est installé dans une feuille repliée. Exemple : les genres Cheiracanthium et Clubiona.
- Liocranidae : araignées nocturnes qui se distinguent des Clubionidae par deux rangées d'épines sur les pattes antérieures ; elles habitent la végétation basse ; lors de la parade, le mâle fait vibrer ses deux paires de pattes antérieures à grande vitesse devant la femelle ; le cocon est installé dans des loges recouvertes de terre.
- Miturgidae : araignées possédant des yeux noirs, les postérieurs plus gros que les autres ; le céphalothorax est effilé vers l'avant, les pattes antérieures sont munies de deux rangées d'épines ; les femelles gardent leurs cocons sous les pierres ou les feuilles tombées sur le sol.
- Anyphaenidae : semblables aux Clubionidae ; une seule espèce avec une bande jaune et deux chevrons noirs sur l'abdomen ; vie arboricole, chassent à l'affût.
- Sparassidae : les pattes sont très étalées ; l'espèce la plus remarquable est Micrommata virescens, de couleur verte, qui se rencontre dans la végétation basse des milieux humides.
- Thomisidae : ce sont les araignées-crabes, très souvent mimétiques du support où elles chassent à l'affût (fleurs, sol, etc.) ; les pattes I et II sont beaucoup plus longues et plus fortes que les III et IV ; leur venin agit très rapidement.
- Philodromidae : araignées au corps plutôt aplati, avec des pattes presque égales ; elles chassent à l'affût dans la végétation et peuvent se déplacer très vite.
- Salticidae : araignées diurnes sauteuses avec des pattes en général courtes et fortes, les antérieures parfois renflées ; les quatre gros yeux antérieurs sont parfois mobiles ; elles n'hésitent pas à sauter sur le doigt qui s'approche. C'est la famille qui contient le plus grand nombre d'espèces dans le monde.
- Oxyopidae : les pattes sont longues et toutes épineuses ; elles chassent à courre comme les lycoses ou en sautant comme les salticides.
- Lycosidae : les araignées-loups chassent en courant et en bondissant sur leurs proies ; petits yeux antérieurs sur une ligne, deux yeux postérieurs très gros ; elles transportent leurs œufs dans un cocon accroché aux filières ou leurs jeunes sur le dos. Exemple : les genres Acantholycosa, Alopecosa, Arctosa, Aulonia, Hygrolycosa, Pirata, Pardosa, Tricca, Trochosa et Xerolycosa.
  - Pardosa.

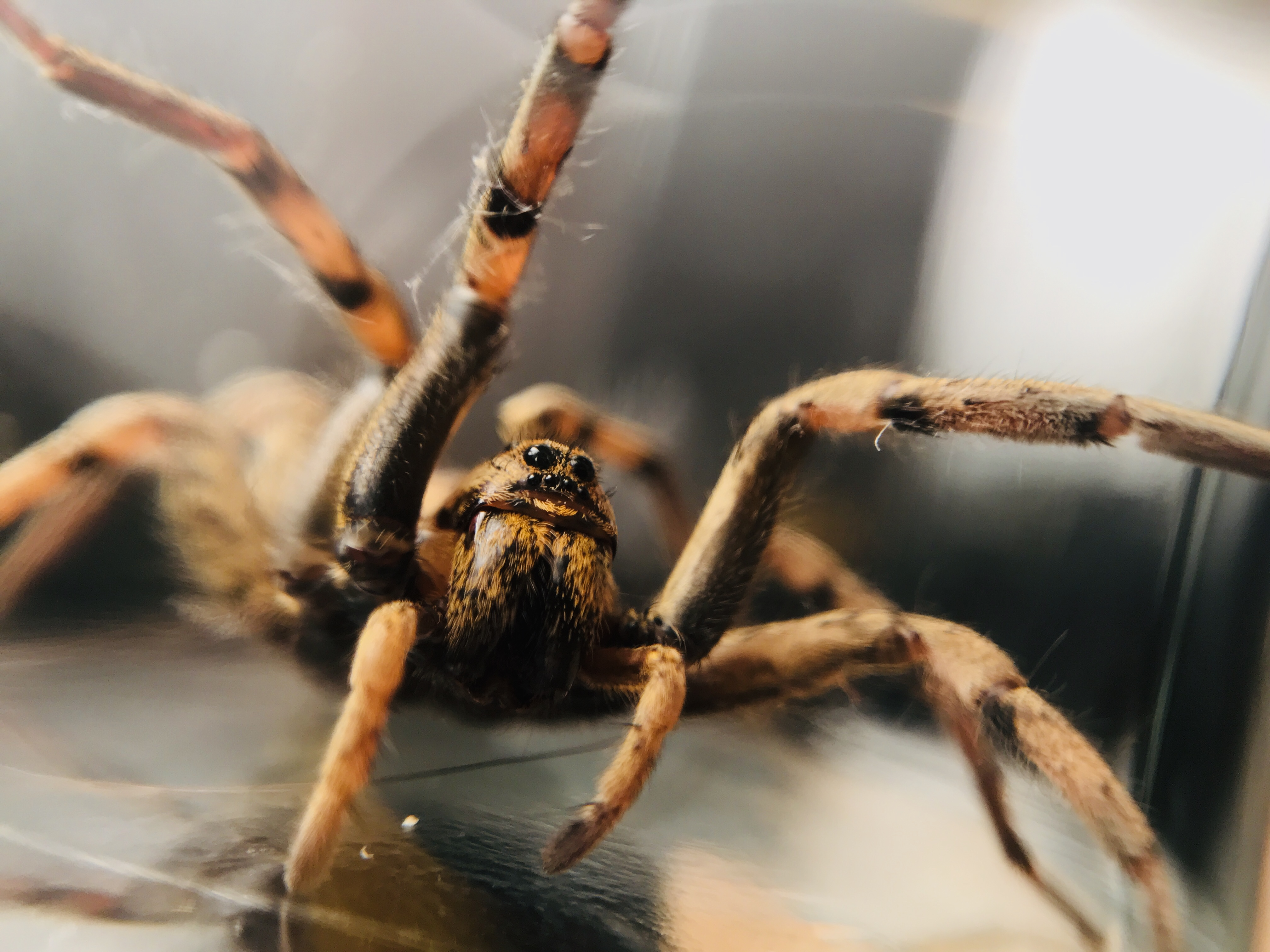
Araignée-loup et son Cephalothorax (vue de face)

- Pisauridae : elles ont des allures de lycoses avec des yeux plus petits ; la femelle transporte son cocon sous son sternum ; les pattes I et II sont réunies au repos ; le mâle de Pisaura capture une proie qu'il offre, enveloppée dans de la soie, à sa femelle en guise de cadeau de mariage, dit-on ; plus prosaïquement sans doute pour ne pas lui servir de proie. Exemple : les genres Dolomedes ou Pisaura
  - Pisaura

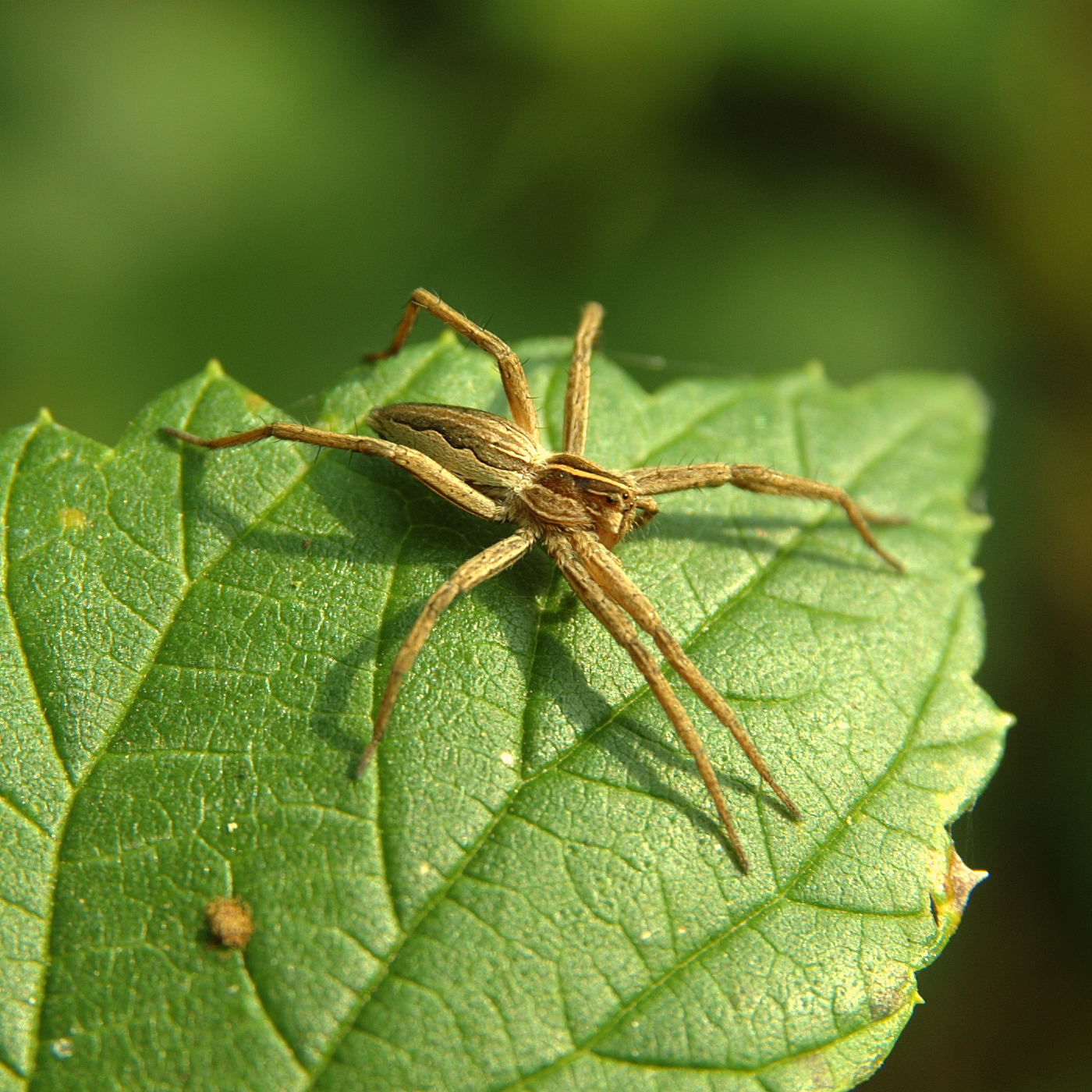
Pisaura mirabilis
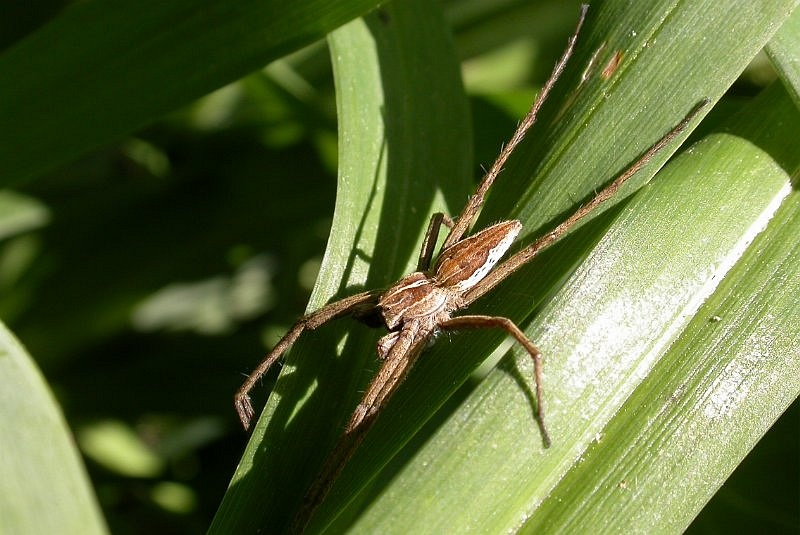
Pisaura mirabilis ou Pisaure admirable.

- Agelenidae : fabriquent une toile en nappe avec une retraite tubulaire ; les filières postérieures sont longues et possèdent deux articles.
- Hahniidae : construisent une toile en nappe au-dessus de laquelle elles chassent.
- Mimetidae : elles chassent d'autres araignées et occupent souvent leurs toiles ; l'abdomen est très renflé, les pattes nettement annelées.
- Theridiidae : araignées aux pattes fines et à l'abdomen globuleux ; toile irrégulière, avec parfois une retraite sur le dessus. Exemple : le genre Theridion.
- Nesticidae : semblables aux Therididae mais leurs pattes sont plus longues ; se rencontrent dans les lieux humides.
- Theridiosomatidae : araignées très petites et globuleuses ; la toile conique en forme de parapluie retourné doit cette forme à la tension donnée au fil avertisseur.
- Tetragnathidae : araignées de forme générale très allongée ; toile à moyeu ouvert, se trouvent le plus souvent près de l'eau.
- Metidae : les paires de pattes I et II sont relativement allongées ; elles font des toiles irrégulières à moyeu ouvert et recherchent les lieux humides et sombres.
- Araneidae : ce sont les épeires, araignées en général assez grandes avec des pattes très épineuses ; construisent des toiles géométriques, à moyeu fermé, souvent avec une retraite.
  - Araneus (Araneus diadematus ou Épeire diadème).
  - Argiope (Argiope bruennichi ou Argiope frelon)

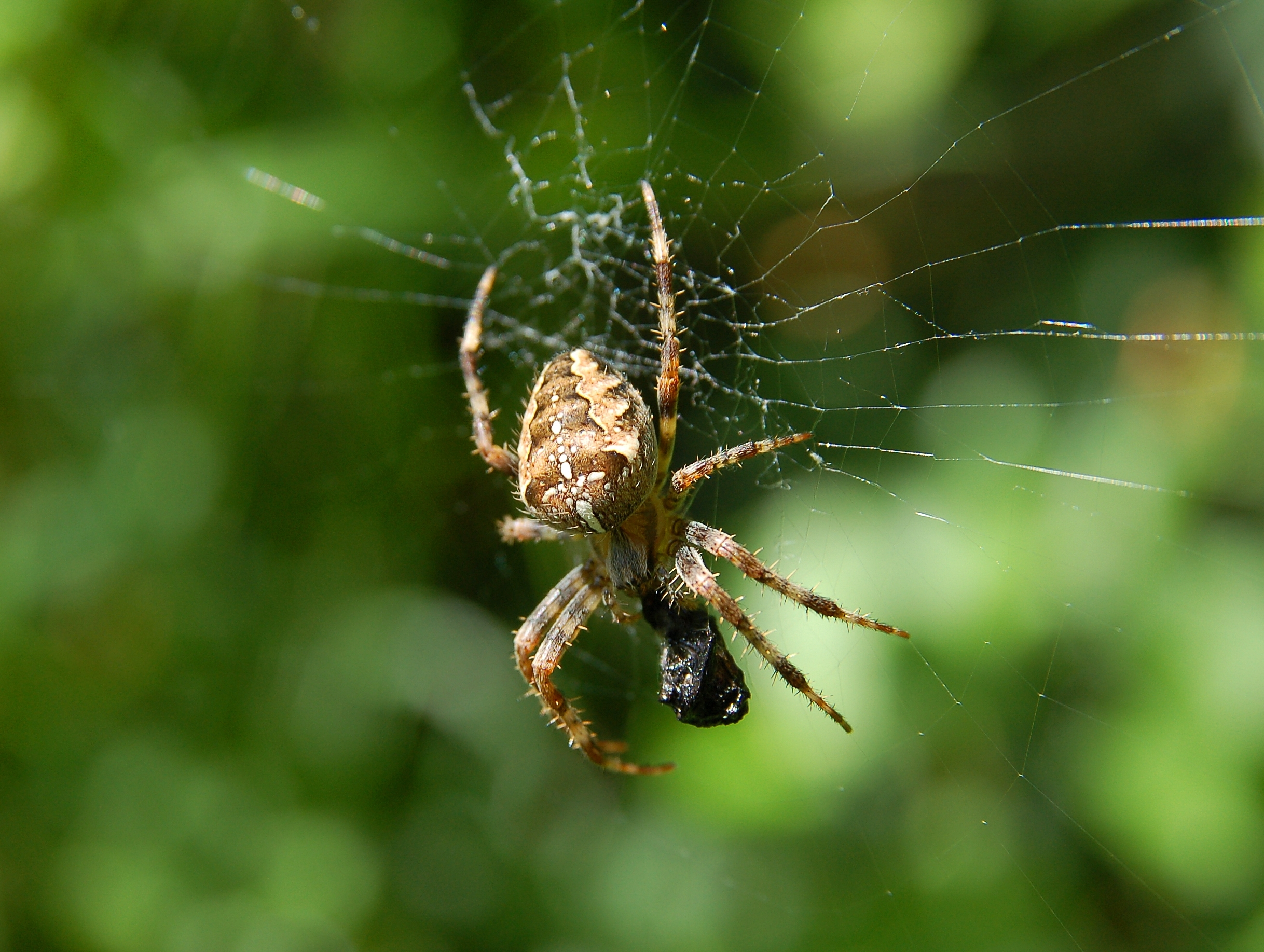
Araneus diadematus
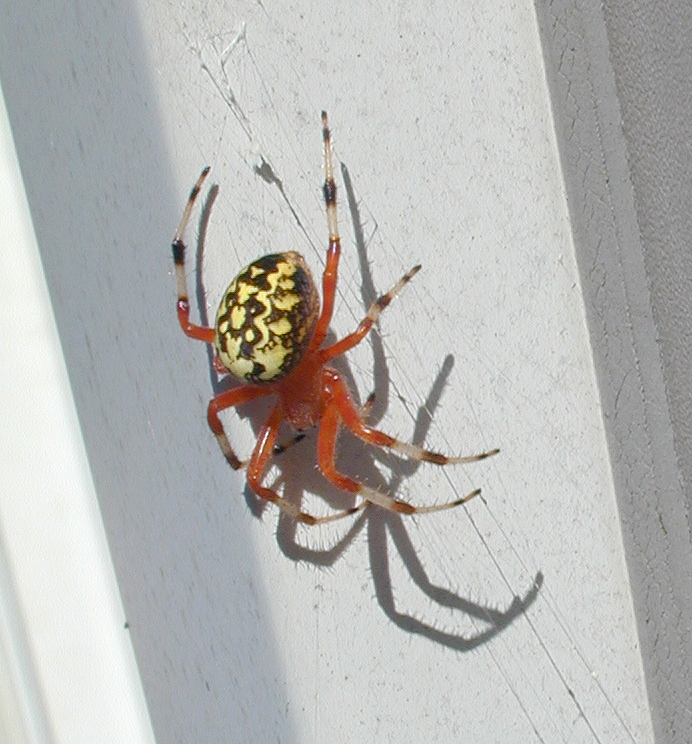
Araneus marmoreus

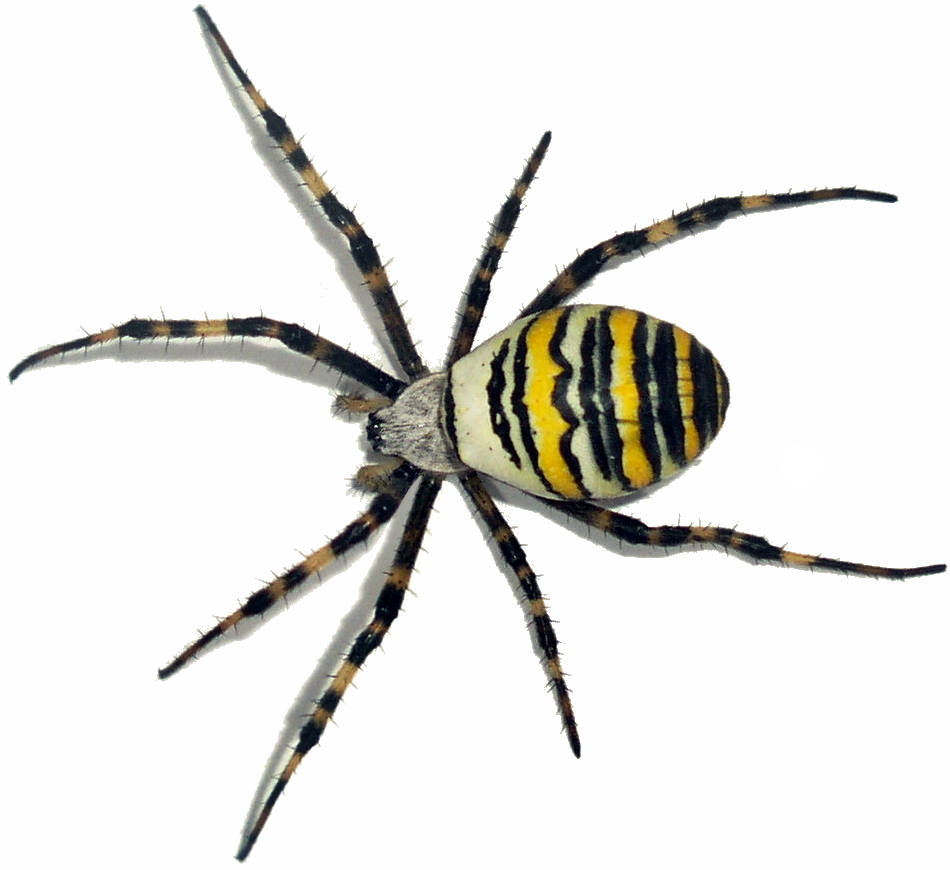
Argiope

- Linyphiidae : très petites araignées, les plus grandes avec des dessins abdominaux ; elles se tiennent généralement sous leurs petites toiles en nappes, sans retraite ; elles font souvent des "fils de la vierge" au bout desquels elles se déplacent ; très nombreux genres dans deux sous-familles. C'est la famille qui contient le plus d'espèces en France et, d'une façon générale, dans les régions tempérées.
  - sous-famille Erigoninae. Exemple : Erigone.
  - sous-famille Linyphiinae. Exemple : Oedothorax.
  - sous-famille Micronetinae. Exemple : Tenuiphantes
- Filistatidae (Mygales) : céphalothorax effilé, aspect velouté, les yeux forment un petit groupe compact ; la toile a une forme de tube entouré d'une collerette de fils calamistrés ; présentes dans le Sud la France seulement, quelquefois dans les maisons.
- Zoropsidae : elles ont le même aspect que les Lycoses et des yeux comme ceux des Pisaures ; présentes dans le Sud de la France seulement, parfois dans les maisons quand il fait froid.
- Leptonetidae: araignées généralement cavernicoles, parfois aveugles, du Sud de la France ; les pattes sont fines, la couleur uniforme, un groupe de 2 yeux et un de 4.
- Palpimanidae : araignées rougeâtres dont le céphalothorax et la première paire de pattes sont très renflés.
- Selenopidae : araignées au corps très aplati, avec des pattes de longueur égale tournées vers l'avant ; vit surtout sous les écorces mais aussi dans les fissures des roches ou des murs.
- Theraphosidae. Exemple : les genres Theraphosa (exemple : Theraphosa leblondi ou Mygale de Leblond) et Avicularia (exemple : Avicularia metallica).

## Relations avec l'être humain

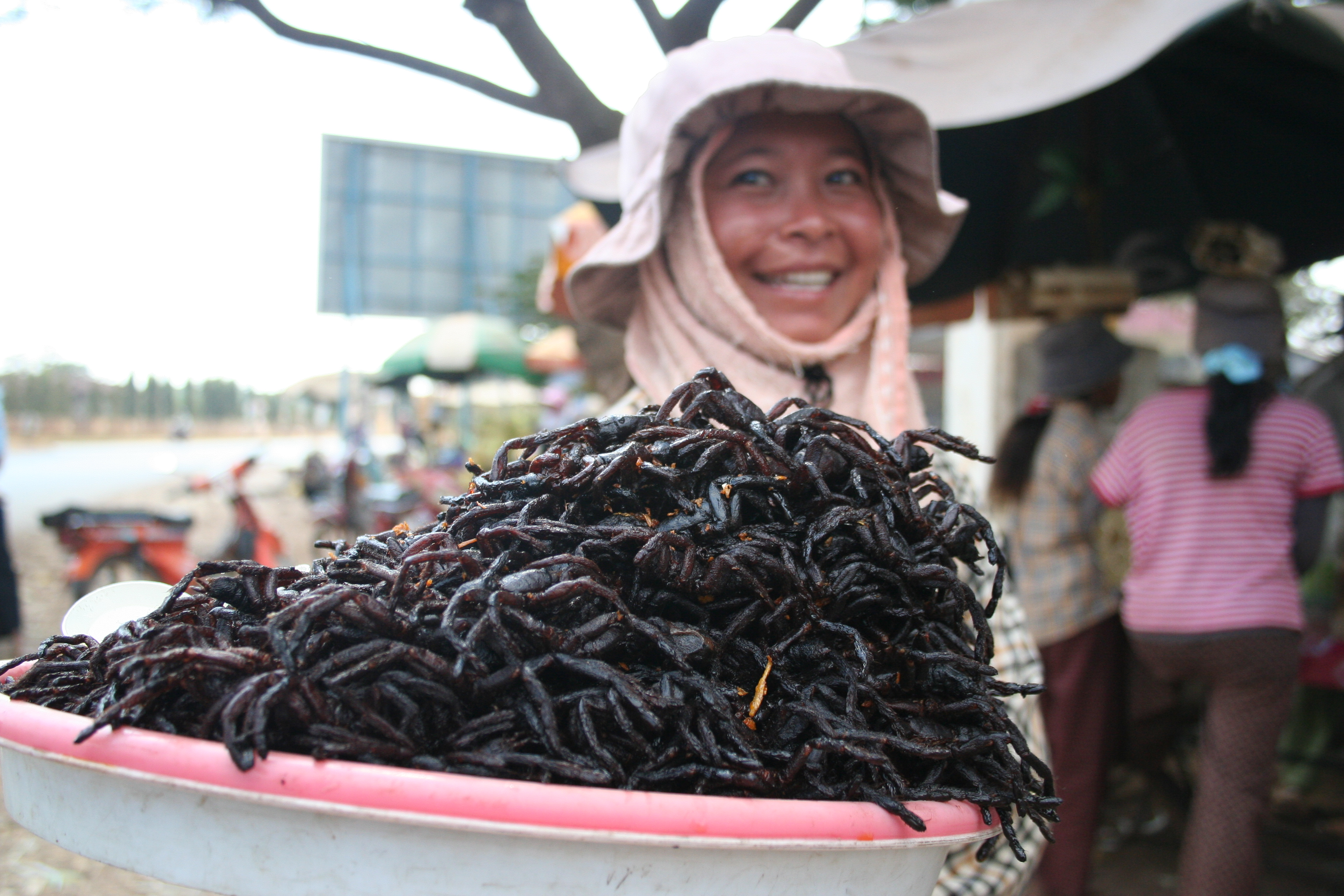
L'homme a un comportement ambigu vis-à-vis de l'araignée : fascinante, utile et détestée, présente dans de nombreux mythes anciens et légendes, et ici appréciée comme délice culinaire (Cambodge).

Selon les cultures, les araignées sont perçues avec crainte, méfiance ou respect. Les toiles que tissent de nombreuses espèces ont inspiré des légendes. Quelques espèces d'araignées se sont adaptées à la présence humaine et sont devenues synanthropes (tégénaires, pholques, zygielle des fenêtres). Une espèce est consommée au Cambodge.
Malgré la crainte qu'elles provoquent chez certaines personnes, les araignées ne représentent pas une menace sérieuse pour l'Homme : selon la spécialiste Christine Rollard, professeure au Muséum National d'Histoire Naturelle, « Pour les araignées, nous ne sommes pas des proies : nous ne sommes rien ! », et celles-ci n'ont aucune raison de s'attaquer gratuitement à un être humain, car leur venin est précieux et représente leur seul moyen de défense comme d'alimentation, et ne doit donc pas être gaspillé. Ainsi, une grande partie des « morsures d'araignées » signalées sont en réalité dues à d'autres animaux, et les morsures de défense (par exemple si l'animal est saisi et se sent menacé) se font souvent sans injection de venin, par économie. Toujours selon Christine Rollard, « quand bien même elles en injecteraient, celui-ci est très peu actif sur les gros mammifères que nous sommes. Aucune araignée n’est mortelle pour l’Homme. ». La morsure de quelques espèces est potentiellement dangereuse à cause de l'envenimation, mais surtout à cause des réactions inflammatoires et des surinfections.

### Symbolique
Depuis au moins quatre mille ans, l'araignée est utilisée comme symbole dans de nombreuses civilisations, soit comme prédatrice (on la retrouve dans de nombreux films d'épouvante), soit en raison de sa toile étonnamment régulière, fragile et évoquant la fragilité de nos certitudes et des apparences trompeuses, régulièrement reconstruite (1 à 2 fois par jour pour certaines espèces), mais si bien adaptée au piégeage des insectes, soit en raison du fil qu'elle tisse, qui évoque celui des Parques. L'araignée (ou sa toile) est présente dans certains décors, et dans divers mythes fondateurs en tant que démiurge, créatrice cosmique. Connue sous le nom de « Anansi » en Afrique de l'Ouest, elle est présentée comme ayant préparé le matériau qui a produit les premiers hommes. Créatrice du Soleil rayonnant, de la Lune et des étoiles, elle aurait aussi apporté les céréales et la houe aux hommes. Au Mali, une légende raconte que déguisée en oiseau, elle régule le temps et initie la rosée (Tegh 56). En Inde, les Upanishad voient un symbole de liberté dans l'araignée qui peut descendre, mais surtout s'élever le long du fil qu'elle crée selon ses besoins ; le fil équivalent du yogi étant la syllabe « Om̐ » qui doit lui permettre de s'élever jusqu'à la révélation et à la libération.
Au Cameroun, les Bamouns pensaient autrefois que la mygale pouvait déchiffrer l'avenir. Le Ngaame (un des noms de la mygale) est lié au destin des hommes qu'il peut lire et traduire. On place des signes divinatoires au-dessus du trou d'une mygale et on interprète leur position après que celle-ci les a déplacés la nuit.
Certains initiés Bambara ont le droit d'être appelés araignées, pour avoir atteint un niveau de vie intérieure et d'intuition réalisatrice très élevés.
Les Incas du Pérou utilisaient aussi l'araignée pour la divination (une araignée qui n'a pas au moins une patte pliée lorsqu'on soulève le pot sous lequel elle était maintenue prisonnière était un mauvais présage). Les Muisca lui attribuaient le pouvoir, sur un bateau en toile d'araignée, de transporter les âmes sur le fleuve des âmes des morts, et pour les Aztèques, elle symbolisait le dieu des enfers.
Elle est un symbole parfois très positif, tel que chez les peuples altaïques de Sibérie et d'Asie centrale où on pensait qu'elle était une âme libérée d'un corps, ou un animal psychopompe. Les peuples montagnards du Sud-Viêt Nam ne doivent pas tuer d'araignées, car c'est une âme échappée de personnes qui dorment. La tuer pourrait tuer le dormeur.
On la retrouve plus ambigüe dans le mythe d'Arachné en zone méditerranéenne ; Arachné était une belle jeune fille ayant défié les dieux, qui s'est suicidée après avoir été frappée par Athéna qui n'avait pas supporté la beauté de ses toiles, mais à laquelle Athéna a ensuite donné une seconde vie en la transformant en araignée.
En Micronésie, dans les îles Gilbert, le seigneur araignée est l'être initiateur de tous les autres.
Les Ashantis pensent que les hommes ont été créés par une araignée primordiale.
Des psychologues, sociologues, ethnologues et psychanalystes (Beaudoin par exemple) se sont intéressés au symbole que peut représenter l'araignée dans l'arachnophobie, l'araignée prédatrice, mais dont la vie ne tient qu'à un fil, certains y voyant aussi un symbole sexuel.
Le réseau de fils de la toile d’araignée (spiderweb) est à l’origine de l'utilisation du mot anglais Web, symbolisant le système d’interconnexion complexe de ce réseau.

### L'araignée au cinéma
À part dans certains films (notamment ceux qui parlent de Spider-Man), l'araignée est souvent utilisée pour la peur et l'épouvante qu'elle véhicule. Ainsi, elle est souvent associée à l'ennemi du héros, à un monstre angoissant ou un nuisible qu'il faut éradiquer.
Ainsi, Arachne, est un des monstres que doit combattre le héros de la trilogie du Seigneur des Anneaux. Pour les raisons précitées, l'araignée est souvent utilisée dans des films d'épouvante. Un des films qui exploitent le mieux son caractère monstrueusement angoissant est Arachnophobie de Frank Marshall, avec Jeff Daniels, sorti en 1990. Plus ancien, le téléfilm américain La Malédiction de la veuve noire de Dan Curtis sorti en 1977 met en scène une histoire fantastique où, pendant la pleine lune, une femme présentant une marque rouge en forme de sablier sur l'abdomen (tout comme la veuve noire d'Amérique du Nord Latrodectus mactans) se transforme en araignée à taille humaine et tue ses victimes avant de les emmailloter dans sa toile et de les dévorer. Beaucoup plus ancien et improbable, Tarantula ! de Jack Arnold avec John Agar et Leo G. Carroll, sorti en 1955 met en scène une araignée géante qui effraie les populations à la façon de Godzilla. Ce film a la particularité d'incruster une véritable mygale agrandie par effet optique, ce qui donne un effet d'un réalisme saisissant pour l'époque. En 1957, L'Homme qui rétrécit met en scène un combat entre Grant Williams rétrécissant inexorablement face à une araignée. En 1999 le film Wild Wild West, adaptation de la série Les Mystères de l'Ouest, met en scène un antagoniste ayant choisi l'araignée comme emblème et qui s'oppose aux héros grâce à une gigantesque araignée mécanique d'inspiration Steampunk. Enfin, le film d'auteur s'est également penché de façon métaphorique sur l'étrangeté de l'animal grâce à Spider de David Cronenberg en 2002. La même année, sortait le film d'horreur grand public Arac Attack, les monstres à huit pattes, teinté d'une dose d'humour. En 2014 sort en France le film Enemy, de Denis Villeneuve, où l'araignée possède une symbolique propre et permet de déchiffrer l'intrigue du film.
L'épithète spécifique de l'araignée-loup Lycosa aragogi a été choisi en 2017 en référence aux 20 ans de la saga Harry Potter mais aussi grâce à sa ressemblance à Aragog, la célèbre acromentule protégée par Rubeus Hagrid
En bande dessinée, on évoquera l'album de Tintin, L'Étoile mystérieuse, qui joue à deux reprises sur la peur des araignées.

### L'homme constitue une menace pour certaines espèces d'araignées
Plusieurs facteurs de menace s'additionnent :
- les collections : Recherchées par des collectionneurs, diverses espèces tropicales font l'objet d'un commerce et d'un trafic importants (mortes ou vives).
- les pesticides : L'utilisation généralisée de pesticides qui tuent les araignées (acaricides et certains insecticides) et/ou qui les privent de proies est une autre menace.
- La diminution régulière du nombre d'insectes à la suite de collisions avec des véhicules ou écrasés par ceux-ci, est un indicateur de la raréfaction de la ressource alimentaire (plancton aérien) des araignées, chauves-souris et d'autres insectivores. 
Il semble en outre que certaines espèces puissent être sensibles à la fragmentation écologique des habitats par les routes (qu'elles refusent de traverser).
- la pollution lumineuse : Dans l'environnement nocturne, certaines araignées chassent activement, notamment en zone tropicale. Depuis quelques décennies, on trouve aussi jusqu'au nord des zones tempérées des araignées normalement diurnes devenues très actives la nuit. Ce sont des espèces qui naturellement sensibles à la lumière de la Lune, qui le sont aussi à la lumière artificielle, tissant par exemple leurs toiles autour des lampadaires et y survivant plus longtemps, voire tout l'hiver en zone tempérée, grâce à la chaleur de la lampe. Les impacts de ces modifications anthropiques commencent à peine à être étudiés (notamment via le phénomène dit de pollution lumineuse) et sont encore mal compris pour ce qui concerne les araignées[84]. Cette étude anglaise de terrain (3 ans d’expérimentations) vient de confirmer un impact de l’éclairage nocturne par LEDs sur une partie des communautés d'invertébrés de la strate herbacée. Ce travail récent (2017) a montré que dans une prairie naturelle antérieurement non-éclairée, l'introduction d'un éclairage à LEDs blanches ou ambrées a parmi ses effets écologiques une augmentation du nombre d'araignées (et des autres invertébrés suivis) ce qui peut faire évoquer un phénomène de puits écologique et/ou de piège écologique)[84]. Les impacts sont moins marqués avec un éclairage réduit à 14 lux (qui est au moins 14 fois plus lumineux que l’intensité d’une pleine lune par nuit très claire) mais il persiste pour quelques espèces même quand l'éclairage est faible et éteint de minuit GMT à 4 h du matin[84]. L’éclairage nocturne (avec ou sans Leds) contribue aussi à l’apparition d’un « chevauchements de niche écologique » sans précédent dans l’histoire du vivant, entre les espèces nocturnes et les espèces diurnes (Macgregor et al., 2014, cité par les auteurs). Les araignées étaient plus abondantes sous les lumières LED blanches intense, un peu moins sous les LEDs ambrées et atténuées (par rapport aux parcelles non éclairées), de jour comme de nuit[84]. L'expérience a montré que les araignées attirées par des zones très éclairées la nuit y restent le jour aussi alors que des luminaires à LED atténuées éteintes au milieu de la nuit n’ont pas eu cet effet d’attraction durable[84].

### Usage alimentaire
Dans certains pays asiatiques, comme au Cambodge (à Skun), on mange des araignées grillées ou frites.

### Usage comme auxiliaire de l'agriculture ou arboriculture
Une étude a porté sur les communautés arachnologiques de pommiers, en termes de stratégies de chasse, cycle biologique des espèces et localisation dans l'environnement (sol, tronc, branches…). Elle a mis en évidence des groupes fonctionnels complémentaires, ayant une incidence démontrée sur chaque type de proies consommées. Les araignées, si on considère leurs espèces séparément, sont des prédateurs relativement spécialisés.
Conserver ou restaurer une grande biodiversité arachnologique sur un site cultivé accroît les potentialités de trouver l'espèce adaptée à protéger l'agro-écosystème considéré aux différentes époques de l'année. 
En complément d'autres espèces insectivores (reptiles, amphibiens, hirondelles et autres oiseaux, chauves-souris et autres mammifères insectivores), les araignées peuvent être incluses dans les stratégies de lutte biologique contre les insectes dits nuisibles.
En Europe, le labour ou les pesticides dans les vergers ont fait régresser, ou localement disparaitre, les espèces de plus grande taille (Clubionidae et Philodromidae), qui comme plusieurs dizaines d'autres espèces européennes hibernent dans les fentes ou anfractuosités de troncs d'arbres (à condition que l'écorce n'en soit pas lisse). En l'absence de vieux arbres à écorces rugueuses, Pekar recommande la pose de gîtes artificiels d'hivernage, faits de bandes de carton sur les troncs de jeunes arbres aux écorces encore lisses pour faciliter l'hivernage de ces espèces (retrouvées dans des vergers abandonnés, mais éliminées des vergers commerciaux non bio).

### Usage pour la bioévaluation et la bioindication
Les Araneae sont des prédateurs polyphages de nombreux invertébrés dont certains peuvent être considérés comme nuisibles pour l'agriculture. Il existe une étroite correspondance entre la richesse, l'architecture et l'âge de la végétation, et la composition de la communauté d'araignées associées, au point que pour plusieurs pays européens, des auteurs ont pu proposer des méthodes de classifications écologiques des habitats naturels uniquement fondées sur la diversité des araignées.
L'écologue, l'agriculteur ou l'arboriculteur peuvent les considérer comme des auxiliaires efficaces, mais aussi les utiliser comme des bioindicateurs de l'état général du milieu, dans le cadre de l'évaluation environnementale d'une parcelle (biodiagnostic) agricole ou d'un diagnostic agroenvironnemental.
Le taux de croissance ou le taux de reproduction observés dans les populations naturelles peut être corrélé avec la quantité de proies ingérées dans le domaine. En outre, en zone tempérée européenne, une corrélation négative significative a été observée entre grosses araignées (Philodromidae) et petites espèces (Theridiidae, Dictynidae). Néanmoins, il ne semble pas y avoir de corrélation linéaire entre Philodromidae : Clubionidae, Clubionidae: Theridiidae, et Clubionidae: Dictynidae, ce qui laisse penser que les Clubionidae n'interagissent pas avec les autres espèces sur les sites d'hivernage où l'activité de prédation est de toute façon très limitée.
Les araignées semblent pouvoir aussi être utilisées dans la bioindication de pollutions de l'air et du sol par les pesticides, y compris dans les vergers, où près de 30 espèces peuvent hiverner sur les troncs (comptages faits en Tchéquie). Les vergers commerciaux ont perdu leurs grosses araignées au profit de quelques petites espèces qui semblent plus « tolérantes » aux pesticides (ou qui sont apportées par le vent).
Les araignées peuvent aussi renseigner sur la pollution par les métaux lourds ou d'autres modifications anthropiques de l'environnement, ainsi que pour la gestion ou gestion restauratoire des agroécosystèmes.
Selon les espèces, la durée et les possibilités de recolonisation d'un champ (après un labour ou un traitement pesticides par exemple) ou d'un site particulier varient fortement. Certaines espèces se laissant porter par le vent ont un haut pouvoir de recolonisation, d'autres espèces sont peu mobiles. La conservation ou restauration d'une trame verte et bleue incluant des bandes enherbées et du bocage sont nécessaires à la préservation d'une bonne biodiversité en araignées.

### Usages industriel et militaire
Les venins d'araignées ont été étudiés, notamment pour produire des sérums ou médicaments.
De plus, le fil produit par certaines araignées est, à épaisseur égale, plus élastique et plus solide que l'acier. Il peut être utilisé pour fabriquer le réticule des télescopes et inspire des chercheurs en génie génétique qui cherchent à le valoriser pour des textiles spéciaux. Le gène qui en contrôle la production a été isolé, et l'industrie biotechnologique tente de l'introduire par transgenèse dans le génome d'autres espèces pour en faire un OGM capable de produire un fil solide permettant par exemple de fabriquer des gilets pare-balles plus légers.

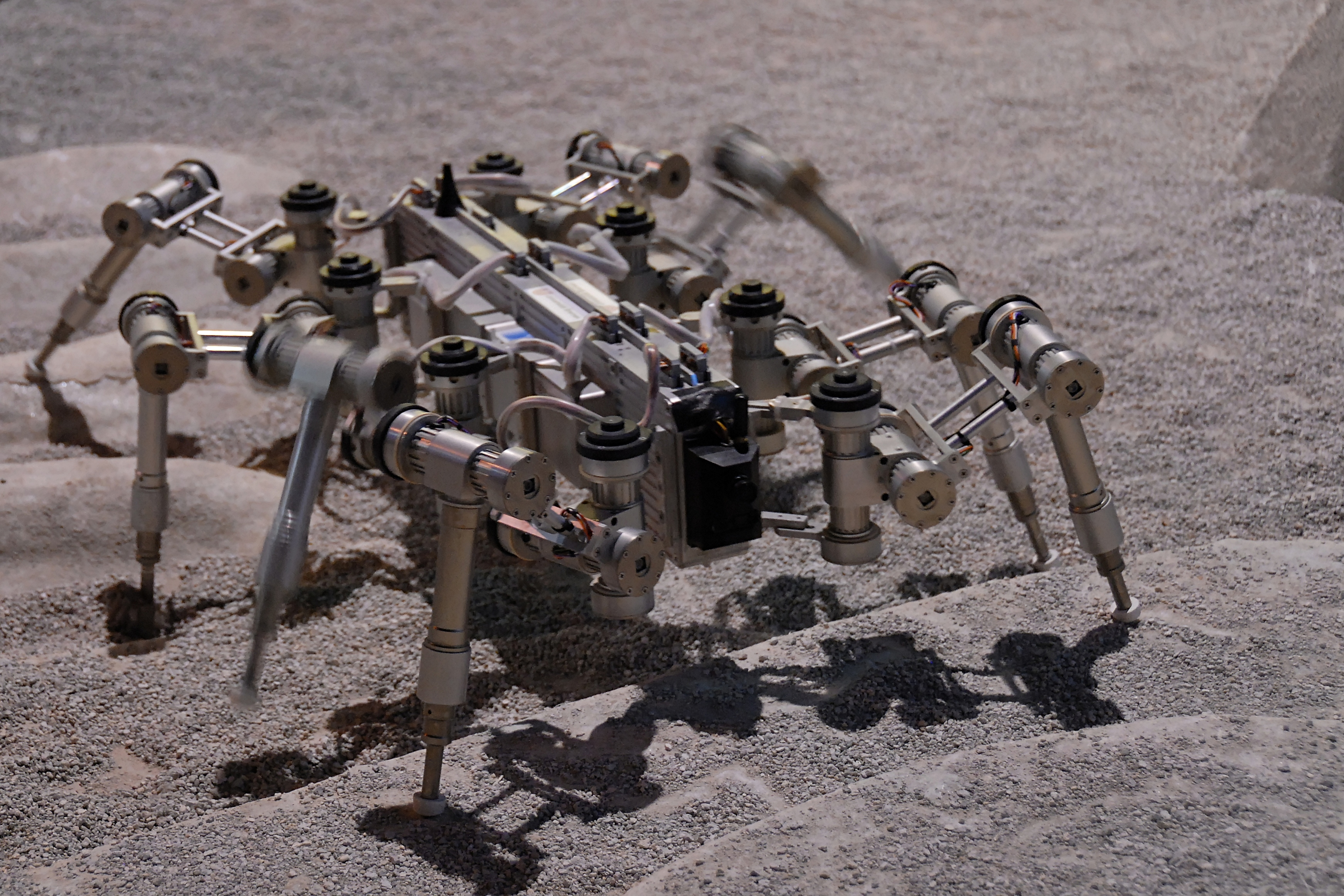
La marche à 8 pattes de l'araignée a inspiré ce robot, modèle de véhicule lunaire.

Enfin, des espèces sont capables de se déplacer en sautant ou en se laissant porter par le vent ou en marchant sur l'eau, ou encore en se laissant rouler (dont une araignée du genre Cebrennus qui dans le Sahara utilise ses pattes de manière à accélérer ses roulades le long des pentes), ce qui inspire aussi certains chercheurs et auteurs de science-fiction pour de nouveaux modèles de robots ou véhicules.

## Aide à la détermination
- Spinnen Mitteleuropas, avec clé de détermination pour les espèces européennes (allemand et anglais)